# Bassum
Bassum (plattdeutsch: Bassen) ist eine Stadt im Landkreis Diepholz in Niedersachsen mit 16.604 Einwohnern.

## Geografie

### Lage
Bassum liegt im Südosten des Naturparks Wildeshauser Geest etwa 25 km südlich von Bremen und wird vom Klosterbach durchflossen. Der Bassumer Ortsteil Nordwohlde liegt am Hombach; Neubruchhausen, der östlichste Ortsteil, befindet sich am Oberlauf der Hache.

Der Bassumer Utkiek ist ein 87 Meter hoher, künstlich aufgeschütteter Berg im Ortsteil Wedehorn. Er befindet sich auf dem Gelände der AbfallWirtschaftsGesellschaft (AWG) mbH – Entsorgungszentrum Bassum und ist die höchste Erhebung im Landkreis Diepholz.

### Stadtgliederung
Die Stadt besteht aus den folgenden Ortschaften (Einwohnerzahlen am 16. September 2020)
| Ortschaft | Fläche   | Einwohner | Ortsvorsteher        | Partei       |
| --- | -------- | --------- | -------------------- | ------------ |
| Albringhausen | 7,01 km² | 272       | Jürgen Laschinski    | Bürger-Block |
| Apelstedt (mit Pannstedt)                                                                                                  |          | 218       | Hans-Hagen Böhringer | CDU          |
| Bramstedt (mit Bünte und Röllinghausen)                                                                                    |          | 1889      | Julian Zurmühlen     | CDU          |
| Eschenhausen |          | 188       | Wilhelm Wortmann     | CDU          |
| Groß Henstedt |          | 112       | Malte Dannemann      | CDU          |
| Groß Ringmar (mit Klein Ringmar)                                                                                           |          | 265       | André Bartels        | CDU          |
| Hallstedt |          | 198       | Arne Engelke-Denker  | CDU          |
| Hollwedel (mit Dimhausen, Möhlenhof, Hilken, Katenkamp, Nüstedt, Klein u. Groß Hollwedel)                                  |          | 599       | Heimke Möhlenhof     | CDU          |
| Neubruchhausen (mit Freidorf)                                                                                              |          | 1141      | Werner Wisloh        | Bürger-Block |
| Nienstedt |          | 133       | Dorothee Binder      | CDU          |
| Nordwohlde (mit Stütelberg, Fesenfeld, Kastendiek, Steinforth, Högenhausen, Kätingen und Pestinghausen)                    |          | 1404      | Birgit Kattau        | CDU          |
| Osterbinde |          | 721       | Helma Schöpe         | SPD          |
| Schorlingborstel (mit Ebersheide, Lowe und Kolloge)                                                                        | 5 km²    | 116       | Hermuth Straßburg    | Bürger-Block |
| Stühren | 8,33 km² | 292       | Carsten Jäger        |              |
| Wedehorn |          | 188       | Simon Martens        |              |
| Bassum (mit seinen alten Stadtteilen Bassum, Loge und Freudenberg sowie Hassel, Klenkenborstel, Nienhaus und Wichenhausen) |          |           | Cathleen Schorling   | CDU          |

### Nachbargemeinden
Im Norden grenzt die Stadt Bassum an die Gemeinde Stuhr, im Nordosten an die Stadt Syke. Im Osten teilt sich die Stadt Bassum eine Grenze mit der Gemeinde Bruchhausen-Vilsen, die zur Samtgemeinde Bruchhausen-Vilsen gehört, und im Süden mit den Gemeinden Schwaförden, Scholen und Neuenkirchen, die zur Samtgemeinde Schwaförden gehören. Im Südwesten grenzt Bassum an die Stadt Twistringen und im Nordwesten an die Gemeinden Beckeln, Dünsen und Kirchseelte, die zur Samtgemeinde Harpstedt im Landkreis Oldenburg gehören.

### Flächennutzung
| Nutzung                        | Fläche (ha) | Fläche (ha) | Fläche (ha) | Fläche (ha) | Fläche (ha) |
| Nutzung                        | 1979        | 1989        | 2001        | 2010        | 2015        |
| ------------------------------ | ----------- | ----------- | ----------- | ----------- | ----------- |
| Gebäude- und Freifläche        | 827         | 867         | 961         | 1047        | 1086        |
| - Wohnfläche                   | 374         | 432         | 530         | 581         | 601         |
| - Gewerbe- und Industriefläche | 64          | 49          | 71          | 91          | 91          |
| Betriebsfläche                 | 40          | 49          | 78          | 111         | 99          |
| - Abbauland                    | 26          | 29          | 46          | 75          | 46          |
| Erholungsfläche                | 39          | 78          | 56          | 52          | 55          |
| - Grünanlage                   | 25          | 39          | 25          | 52          | 55          |
| Verkehrsfläche                 | 880         | 880         | 895         | 933         | 885         |
| - Straße, Weg, Platz           | 829         | 829         | 849         | 800         | 658         |
| Landwirtschaftsfläche          | 12731       | 12740       | 12462       | 12204       | 12174       |
| - Moor                         | 5           | 5           | 4           | 4           | 4           |
| - Heide                        | 7           | -           | 1           | 1           | -           |
| Waldfläche                     | 2217        | 2131        | 2263        | 2324        | 2415        |
| Wasserfläche                   | 82          | 87          | 106         | 118         | 128         |
| Flächen anderer Nutzung        | 13          | 22          | 32          | 33          | 17          |
| - Unland                       | 13          | 15          | 14          | 15          | 7           |
| - Friedhöfe (ab 1989)          | -           | 7           | 7           | 7           | 7           |
| Gesamt                         | 16828       | 16854       | 16855       | 16857       | 16858       |

Die Flächennutzung in der Stadt Bassum ist landwirtschaftlich geprägt. Die landwirtschaftlichen Flächen sind seit 1979 um über 550 Hektar kleiner geworden. Die Gebäude- und Freiflächen und Waldflächen sind in diesem Zeitraum gewachsen. Die Betriebs-, Erholungs- und Verkehrsflächen in zwischenzeitlich größer geworden, danach aber wieder kleiner geworden.
| Nutzung                                 | Katasterfläche (ha) | Katasterfläche (ha) | Katasterfläche (ha) |
| Nutzung                                 | 2015                | 2020                | 2022                |
| --------------------------------------- | ------------------- | ------------------- | ------------------- |
| Siedlung                                | 1.250               | 1.276               | 1.302               |
| - Wohnbaufläche                         | 600                 | 623                 | 629                 |
| - Industrie- und Gewerbefläche          | 233                 | 235                 | 239                 |
| - Sport-, Freizeit- und Erholungsfläche | 69                  | 70                  | 82                  |
| Verkehr                                 | 869                 | 843                 | 844                 |
| - Straßenverkehr                        | 482                 | 477                 | 479                 |
| Vegetation                              | 14.634              | 14.650              | 14.617              |
| - Landwirtschaftsfläche                 | 12.177              | 12.160              | 12.126              |
| - Waldfläche                            | 2.272               | 2.276               | 2.276               |
| - Heide                                 | 0                   | 0                   | 0                   |
| - Moor                                  | 4                   | 4                   | 4                   |
| - Unland                                | 27                  | 25                  | 25                  |
| Gewässer                                | 119                 | 116                 | 122                 |
| - stehendes Gewässer (See/Teich)        | 53                  | 52                  | 57                  |
| Gesamt                                  | 16.872              | 16.885              | 16.885              |

### Klima
Im Mittel erreichte die Lufttemperatur in Bassum 9,6 °C und es fielen 693 Millimeter Niederschlag.
|                        | Jan  | Feb  | Mär | Apr  | Mai  | Jun  | Jul  | Aug  | Sep  | Okt  | Nov | Dez  |   |      |
| Mittl. Temperatur (°C) | 1,5  | 1,5  | 5,0 | 9,9  | 13,1 | 15,8 | 18,0 | 17,6 | 13,9 | 9,7  | 6,0 | 2,3  | ⌀ | 9,6  |
| Mittl. Tagesmax. (°C)  | 3,5  | 4,0  | 9,0 | 15,4 | 18,3 | 21,1 | 23,7 | 22,8 | 18,6 | 13,5 | 8,3 | 4,4  | ⌀ | 13,6 |
| Mittl. Tagesmin. (°C)  | −0,9 | −1,2 | 1,2 | 4,3  | 7,5  | 10,1 | 12,5 | 12,6 | 9,6  | 6,0  | 3,5 | −0,1 | ⌀ | 5,5  |
|                        |      |      |     |      |      |      |      |      |      |      |     |      |   |      |
| Niederschlag (mm)      | 70   | 42   | 39  | 22   | 58   | 63   | 77   | 76   | 60   | 59   | 60  | 67   | Σ | 693  |
|                        |      |      |     |      |      |      |      |      |      |      |     |      |   |      |
| Sonnenstunden (h/d)    | 1,1  | 2,1  | 4,2 | 6,6  | 6,9  | 6,7  | 6,8  | 5,9  | 4,6  | 3,6  | 1,5 | 1,2  | ⌀ | 4,3  |
|                        |      |      |     |      |      |      |      |      |      |      |     |      |   |      |
| Regentage (d)          | 19   | 17   | 15  | 10   | 15   | 14   | 16   | 17   | 15   | 17   | 19  | 21   | Σ | 195  |

| −0,9 |

| −1,2 |

| 1,2 |

| 4,3 |

| 7,5 |

| 10,1 |

| 12,5 |

| 12,6 |

| 9,6 |

| 6,0 |

| 3,5 |

| −0,1 |

| −0,9 |

| −1,2 |

| 1,2 |

| 4,3 |

| 7,5 |

| 10,1 |

| 12,5 |

| 12,6 |

| 9,6 |

| 6,0 |

| 3,5 |

| −0,1 |

### Natur- und Landschaftsschutzgebiete
Im Bassumer Stadtgebiet gibt es sechs ausgewiesene Naturschutzgebiete (NSG):
- NSG Schlattbeeke (zwischen Apelstedt und Wedehorn; 45 ha), seit 1998
- NSG Garbeeke (südwestlich der Ortschaft Bassum an der B 51; 60 ha), seit 1999
- NSG Geestmoor-Klosterbachtal (südlich der Ortschaft Bassum, teilweise in der Gemeinde Neuenkirchen; 356 ha), seit 2009
- NSG Hachetal und Freidorfer Hachetal (südlich und nördlich von Neubruchhausen, größtenteils im Bereich der Stadt Syke; rund 260 ha), seit 2018
- NSG Kammmolch-Biotop bei Bassum (westlich der Ortschaft Bassum; 5,1 ha), seit 2015

Außerdem gibt es sieben ausgewiesene Landschaftsschutzgebiete (LSG):
- LSG Siekholz (westlich von Stühren; 14,0 ha), seit 1939
- LSG Westermark (nördlich von Bramstedt, größtenteils in der Stadt Syke; 701,0 ha), seit 1964
- LSG Hombach – Finkenbach – Klosterbach (in den Ortschaften Stühren, Nordwohlde und Bramstedt; 2302,0 ha), seit 1967
- LSG Mühlenbach – Wedehorner Holz (südlich der Ortschaft Bassum; 671,1 ha), seit 1969
- LSG Freidorf (südlich von Neubruchhausen; 269,0 ha), seit 1971
- LSG Harpstedter Geest (nördlich von Dimhausen; 206,0 ha), seit 1973
- LSG Hachetal II (nördlich von Neubruchhausen, größtenteils in Syke; 350,3 ha), seit 1996

## Geschichte

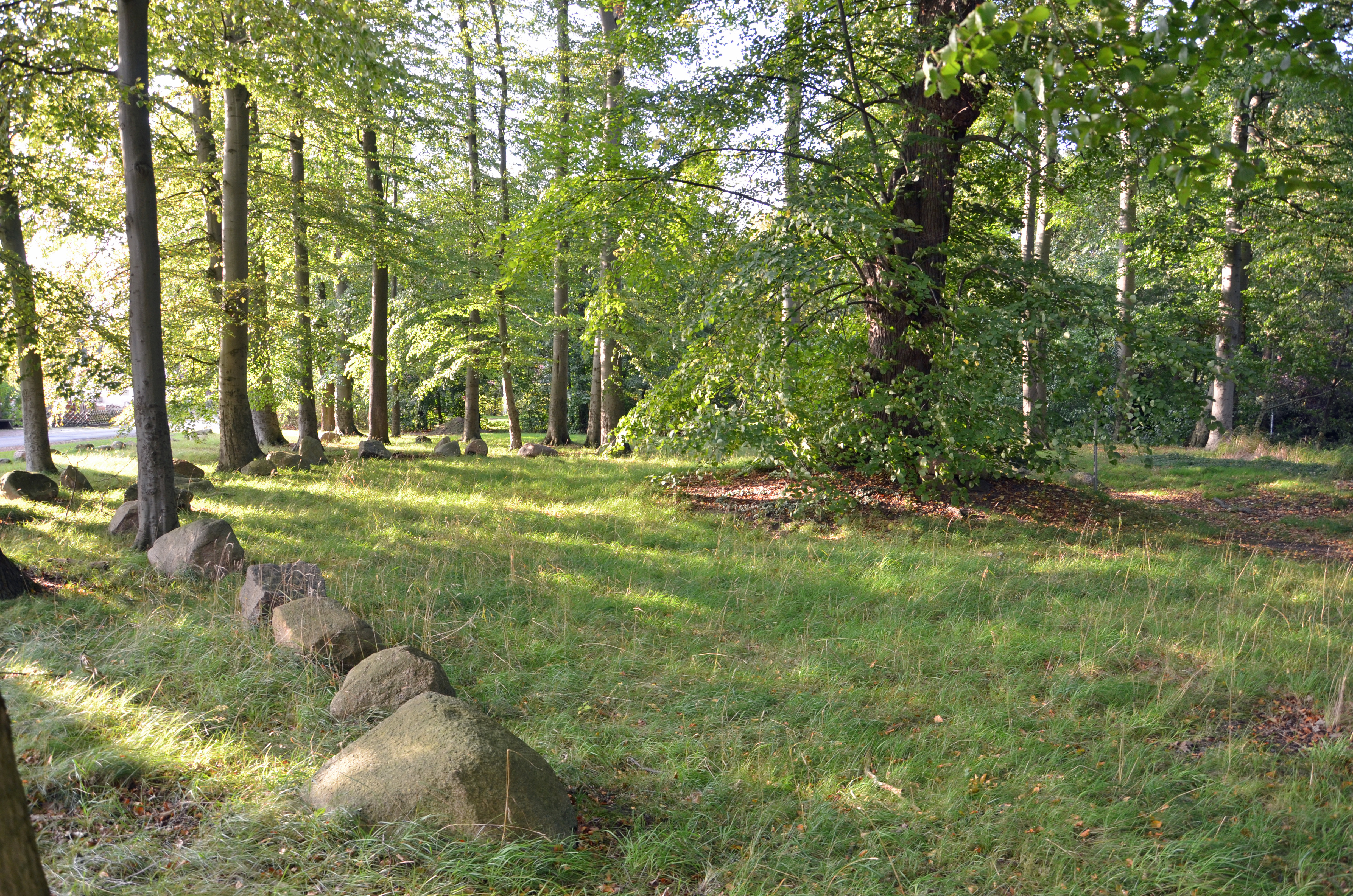
Bassumer Thingstätte in der Nähe der Freudenburg

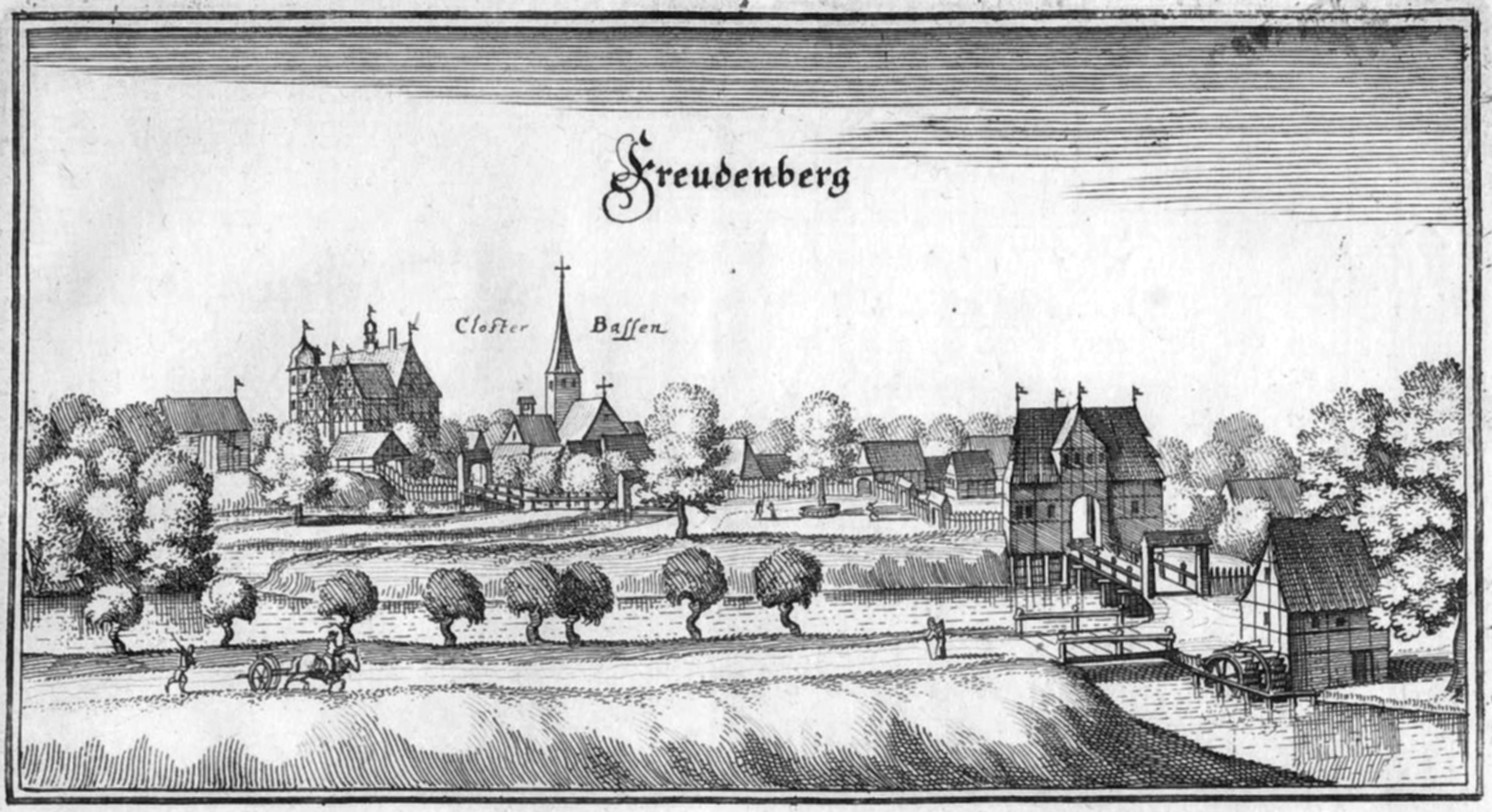
Closter Bassen in Freudenberg – Matthäus Merian, 1654

Das Gebiet der heutigen Stadt Bassum war schon früh besiedelt, worauf die Hügelgräber in Stühren und die Thingstätte in der Nähe der Freudenburg hindeuten.
Die Edelfrau Liutgart gab 858 ihr gesamtes väterliches Erbe, um damit ein Kanonissenstift zu gründen. Dieses Stift wurde von Erzbischof Ansgar von Bremen als Kloster Birxinon (Bassum) geweiht. 1541 wurde durch Graf Jobst I. von Hoya die Reformation eingeführt.
Die Grafen von Hoya, zu deren Herrschaftsbereich auch das Amt Freudenberg gehörte, wurden erstmals 1202 urkundlich erwähnt. Um 1230 wurde die Burg Freudenberg durch die Grafen von Hoya errichtet, die erstmals 1388 als „Slot Vroydenbergh“ urkundliche Erwähnung fand. Als 1582 die Grafen von Hoya ausstarben, fiel das Amt Freudenberg mit den Flecken Bassum, Freudenberg und Loge und siebzehn Dörfern an die Landgrafschaft Hessen-Kassel, das Stift Bassum fiel hingegen an Calenberg und Wolfenbüttel, während Neubruchhausen an Celle fiel.
| Staat/Staatenbund        | Gliedstaat/Mitgliedsstaat      | Verwaltungseinheit                         | von – bis |
| ------------------------ | ------------------------------ | ------------------------------------------ | --------- |
| Heiliges Römisches Reich | Grafschaft Hoya                | Amt Freudenberg                            | bis 1582  |
| Heiliges Römisches Reich | Landgrafschaft Hessen-Kassel   | Amt Freudenberg                            | 1582–1807 |
| Westphalen               | Departement der Weser          | Kanton Freudenberg (im Distrikt Rinteln)   | 1807–1810 |
| Frankreich               | Departement der Wesermündungen | Kanton Bassum (im Arrondissement Nienburg) | 1811–1814 |
| Deutscher Bund           | Hannover                       | Amt Freudenberg                            | 1814–1866 |
| Norddeutscher Bund       | Preußen                        | Amt Freudenberg                            | 1867–1871 |
| Deutsches Reich          | Preußen                        | Amt Freudenberg                            | 1871–1885 |
| Deutsches Reich          | Preußen                        | Kreis Syke                                 | 1885–1919 |
| Deutsches Reich          | Preußen                        | Kreis Syke                                 | 1919–1932 |
| Deutsches Reich          | Preußen                        | Landkreis Grafschaft Hoya                  | 1932–1933 |
| Deutsches Reich          | Preußen                        | Landkreis Grafschaft Hoya                  | 1933–1945 |
| Deutschland              | Preußen                        | Landkreis Grafschaft Hoya                  | 1945–1946 |
| Deutschland              | Land Hannover                  | Landkreis Grafschaft Hoya                  | 1946      |
| Deutschland              | Niedersachsen                  | Landkreis Grafschaft Hoya                  | 1946–1949 |
| Deutschland              | Niedersachsen                  | Landkreis Grafschaft Hoya                  | 1949–1977 |
| Deutschland              | Niedersachsen                  | Landkreis Diepholz                         | seit 1977 |

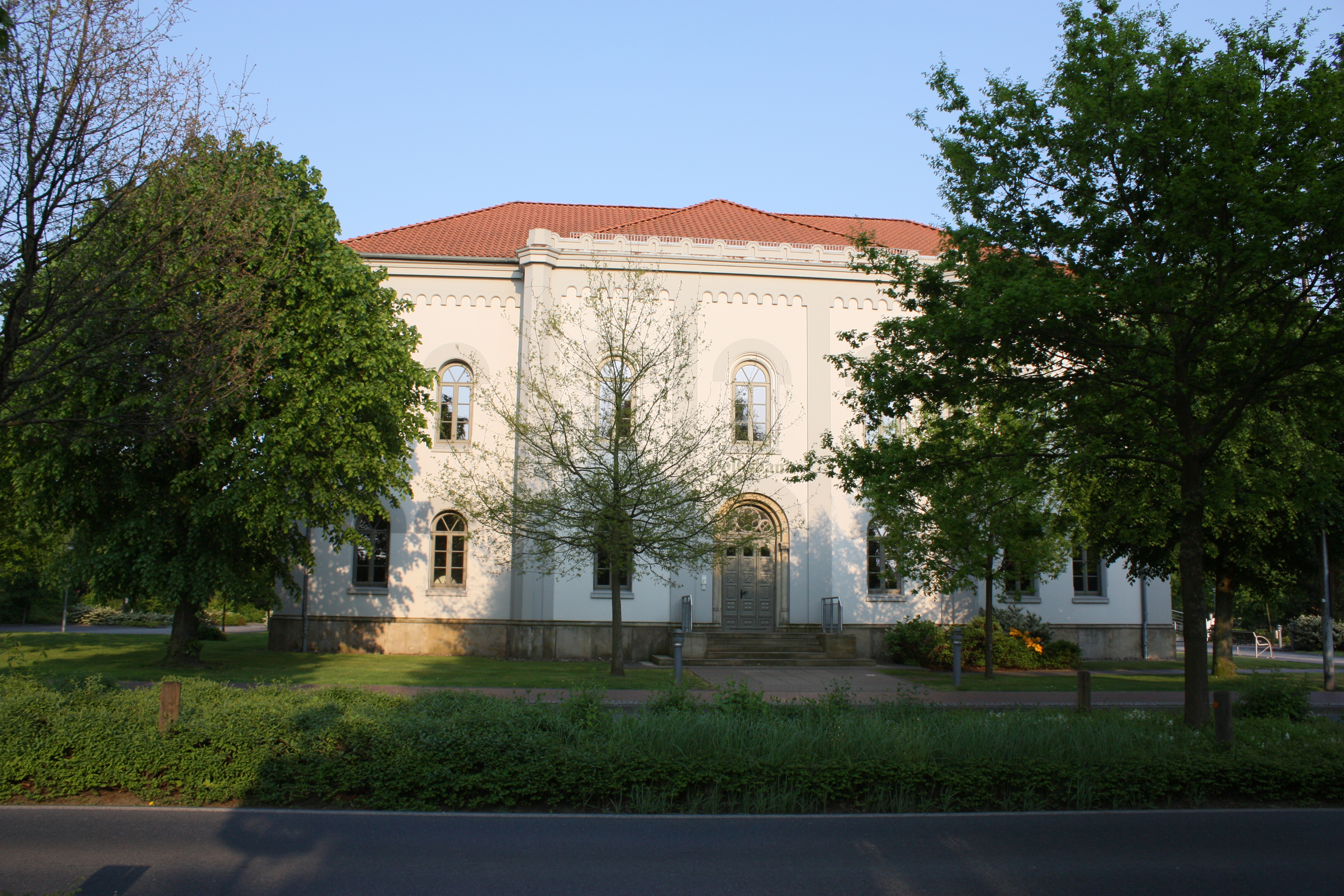
Das Bassumer Amtsgericht hatte ab 1879 hier seinen Sitz; heute Volksbank

1726 wurde Bassums erste Apotheke in dem Haus Kirchstraße 18 eingerichtet.

Durch den Wiener Kongress wurde 1815 die ehemalige Grafschaft Hoya ein Teil des Königreichs Hannover. Die Gebiete der ehemaligen Grafschaft Hoya wurden 1816 der neuen Provinz Grafschaft Hoya und 1823 der Landdrostei Hannover zugeordnet. Im Statistischen Handbuch des Königreichs Hannover wurden 1824 die Gebiete der heutigen Stadt Bassum den herrschaftlichen Ämtern Freudenberg, Harpstedt, Sycke und Bruchhausen zugeordnet. Zum Amt Freudenberg gehörten die Flecken Bassum mit Stift, Freudenberg mit Haft und Helldiek und Loge, sowie die Dörfer Albringhausen, Apelstedt, Döhren, Eschenhausen, Hallstedt, Hassel, Groß Hollwedel, Klenkenborstel, Nienhaus, Nienstedt, Osterbinde, Klein Ringmar, Schörlingborstel, Stühren, Wedehorn und Wichenhausen. Der Amtsvogtei Böhrde im Amt Harpstedt zugeordnet waren u. a. die Dörfer Diek, Dimhausen, Groß Henstedt, Klein Hollwedel, Nüstedt und Groß Ringmar. Das Kirchspiel Nordwohlde im Amt Syke bestand aus den Bauerschaften Nordwohlde mit den Dörfern Castendeich, Fesenfeld, Gräffinghausen, Hoyenhausen, Kätingen, Pestinhausen, Steinforth und Stütelberg sowie Groß Bramstedt mit den Dörfern Klein Bramstedt, Bünte und Röllinghausen. Der Flecken Neubruchhausen war dem Amt Bruchhausen zugeordnet. Das Königreich Hannover wurde 1867 zur preußischen Provinz Hannover, in der 1885 die Landdrosteien in Regierungsbezirke umgewandelt wurden und neue Kreise anstelle der Ämter gegründet wurden, seitdem gehörte Bassum zum Kreis Syke im Regierungsbezirk Hannover.
Von 1852 bis 1879 hatte das Amtsgericht in der Burg Freudenberg seinen Sitz, es wurde 1879 nach Bassum verlegt, sie blieb aber bis 1966 Amtswohnung des Amtsrichters.  1875 wurde die Schule Bremer Straße 16 gebaut.

Am 1. Juni 1896 vereinigten sich die drei Flecken Bassum, Loge und Freudenberg zum Gesamtflecken Bassum. Seit dem 24. September 1927 darf der Flecken Bassum ein Wappen und ein Amtssiegel führen. Die Stadtrechte bekam der Flecken Bassum am 16. November 1929 vom preußischen Staatsministerium verliehen.
1959 wurde am Rande der Gemeinde, auf dem Gelände der ehemaligen Lungenheilstätte Bassum (Koordinaten= 52° 50′ 51″ N, 8° 41′ 24″ O), eines von zehn bundesdeutschen Warnämtern, das Warnamt II, in Betrieb genommen. Diese Zivilschutzbehörde war bis in die 1990er Jahre, das Warnamt II bis zur Schließung 1996, mit der Warnung und Alarmierung der Bevölkerung vor Gefahren im Frieden und Verteidigungsfall betraut. Der Bunker und die darin enthaltene Ausstattung sind erhalten geblieben und werden von einem Verein der Öffentlichkeit zugängig gemacht.
Durch die Gemeindegebietsreform von 1974 wurden die bis dahin selbständigen Umlandgemeinden zu Ortschaften der Einheitsgemeinde Stadt Bassum. Bis zur preußischen Kreisreform 1932 gehörte Bassum zum Kreis Syke, danach zum Landkreis Grafschaft Hoya, seit der Kreisreform 1977 zum Landkreis Diepholz.

### Eingemeindungen
Durch einen Beschluss des Preußischen Staatsministeriums wurden zum 17. Oktober 1928 die Gemeinden Hassel, Klenkenborstel, Nienhaus und Wichenhausen mit dem Flecken Bassum vereinigt.
Am 1. März 1974 wurden die bisher selbständigen Gemeinden Albringhausen, Apelstedt, Bramstedt, Eschenhausen, Groß Henstedt, Groß Ringmar, Hallstedt, Hollwedel, Neubruchhausen (Flecken), Nienstedt, Nordwohlde, Osterbinde, Schorlingborstel, Stühren und Wedehorn in die Stadt Bassum eingegliedert.

### Einwohnerentwicklung
| Jahr      | 17.5.1939 | 13.9.1950 | 1968   | 1978   | 1988   | 1998   | 2007   | 2010   | 2012   | 2013   | 2014   |
| --------- | --------- | --------- | ------ | ------ | ------ | ------ | ------ | ------ | ------ | ------ | ------ |
| Einwohner | 9.654     | 17.461    | 13.843 | 13.968 | 13.859 | 15.643 | 16.176 | 15.870 | 15.442 | 15.529 | 15.634 |

(jeweils am 31. Dezember)
|  |

## Politik

### Stadtrat
Der Rat der Stadt Bassum besteht aus 30 Ratsfrauen und Ratsherren. Dies ist die festgelegte Anzahl für eine Gemeinde mit einer Einwohnerzahl zwischen 12.001 und 15.000 Einwohnern. Die Ratsmitglieder werden durch eine Kommunalwahl für jeweils fünf Jahre gewählt. Neben den 30 in der Stadtratswahl gewählten Mitgliedern ist außerdem der hauptamtliche Bürgermeister im Rat stimmberechtigt. 

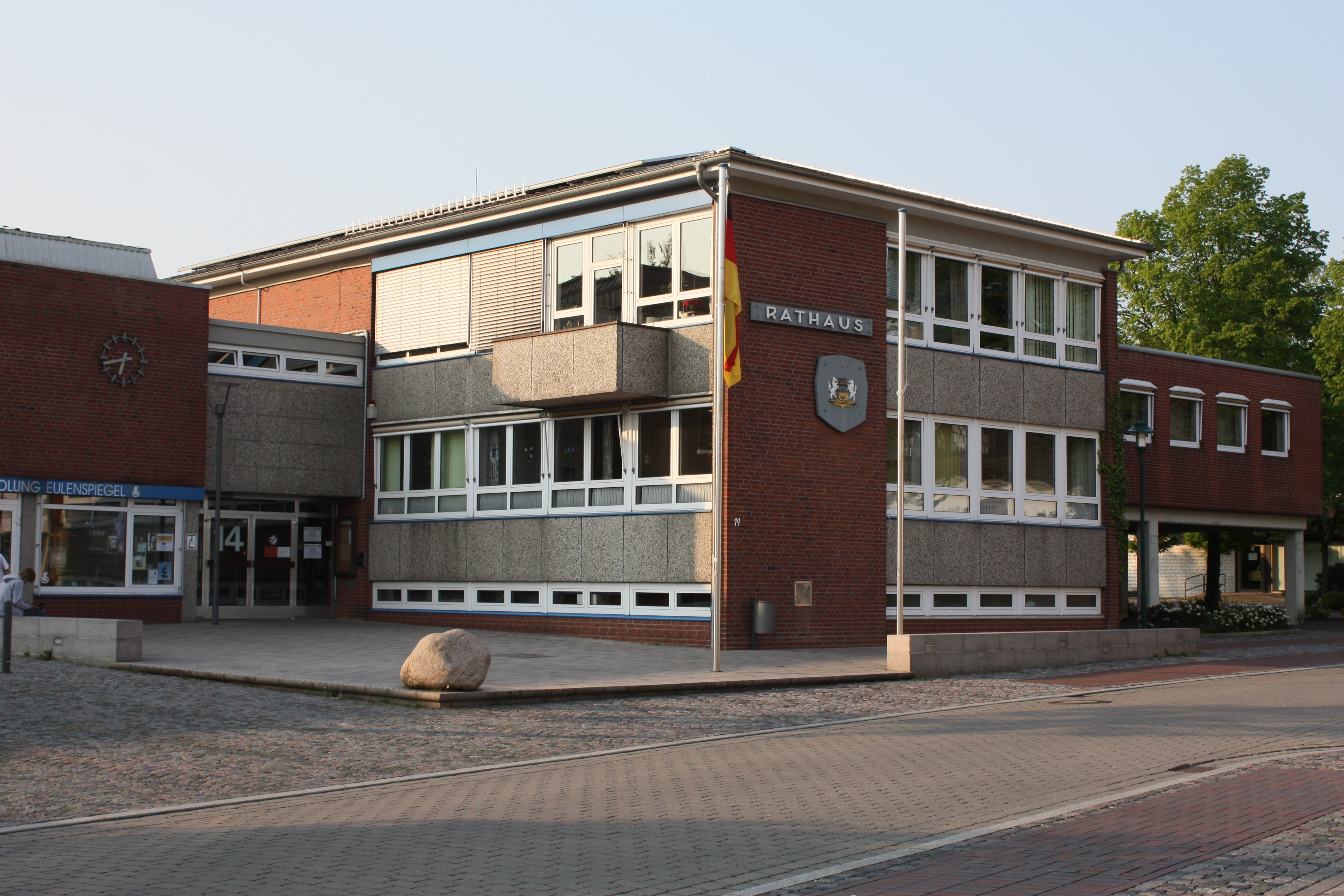
Rathaus Bassum

Seit der ersten Kommunalwahl nach der Gemeindereform 1974 gab es im Rat der Stadt Bassum nur Fraktionen von CDU, SPD und FDP. 1986 kamen die Grünen als vierte Partei mit einem Sitz hinzu. Bei der Stadtratswahl 1991 trat die FDP erstmals seit 1952 nicht an, stattdessen der Bürger-Block mit vielen Personen, die zuvor für die FDP kandidiert hatten.
Die Partei Die Linke ist seit 2011 mit einem Sitz im Rat vertreten, damit hat seit 1946 erstmals wieder eine Partei links von SPD und Grünen einen Sitz im Stadtrat. Die FDP trat zwischen 1991 und 2016 nicht für den Bassumer Rat an und gewann 2016 einen Sitz.
Bei der letzten Stadtratswahl am 12. September 2021 wurde der Stadtrat für die Ratsperiode vom 1. November 2021 bis zum 31. Oktober 2026 gewählt.
| Fraktionen / Grundmandatare | Sitze 2006 | Sitze 2011 | Sitze KW 2011 | Sitze 2016 | Sitze KW 2016 | Sitze 2021 | Sitze KW 2021 |
| --------------------------- | ---------- | ---------- | ------------- | ---------- | ------------- | ---------- | ------------- |
| CDU                         | 12         | 12         | 11            | 11         | 10            | 11         | 10            |
| SPD                         | 8          | 7          | 7             | 7          | 6             | 6          | 7             |
| Bürger-Block                | 9          | 9          | 6             | 6          | 6             | 6          | 6             |
| B’90/Grüne                  | 1          | 0          | 5             | 5          | 4             | 4          | 4             |
| FDP                         | 0          | 0          | 0             | 0          | 1             | 1          | 1             |
| LINKE                       | 0          | 0          | 1             | 1          | 1             | 1          | 1             |
| Einzelbewerber              | 0          | 0          | 0             | 0          | 1             | 0          | 1             |
| Gruppe Dambroth/Marx        | 0          | 2          | 0             | 0          | 0             | 0          | -             |
| Bürgermeister               | 1          | 1          | 1             | 1          | 1             | 1          | 1             |
| Gesamt                      | 31         | 31         | 31            | 31         | 30            | 30         | 31            |

1. ↑  Einzelbewerber und CDU-Mitglied Helmut Zurmühlen hat sich in der ersten Ratssitzung der Ratsgruppe CDU angeschlossen.
2. ↑  Der Einzelbewerber Zurmühlen hat rechnerisch zwei Sitze erhalten, ein Sitz verfällt.
3. ↑  Claus Marx ist 2010 aus der SPD-Fraktion ausgetreten und hat mit dem grünen Ratsmitglied Rainer Dambroth die Gruppe Dambroth/Marx gegründet.

### Bürgermeister
Bis 1996 gab es in Bassum einen hauptamtlichen Stadtdirektor und einen ehrenamtlichen Bürgermeister, seit 1996 gibt es nur noch einen direkt gewählten hauptamtlichen Bürgermeister. Christian Porsch (Bürger-Block) hat die Stichwahl am 15. Juni 2014 gewonnen, er trat am 1. November sein Amt an und wurde am 6. November vereidigt.
Bei der Bürgermeisterwahl 2021 wurde Porsch mit 67,63 Prozent der Stimmen gegen Oliver Launer (parteilos) im Amt bestätigt.

### Stadtverwaltung
Die Verwaltung der Stadt Bassum gliedert sich in ein Leitungsteam, die Stabsstelle des Bürgermeisters und drei Fachbereiche. Gliederung:
- Leitungsteam mit Bürgermeister, Gleichstellungsbeauftragte und den drei Fachbereichsleitern
- Fachbereich 1 mit Ordnung, Soziales, Sport, Schulen und Kindertagesstätten
- Fachbereich 2 mit Bürgerbüro, Kultur, Standesamt, Finanzen und zentrale Dienste
- Fachbereich 3 mit Bauwesen, Bauleitplanung, Natur und Umwelt, Stadtentwicklung und Wirtschaftsförderung

### Wappen und Flagge

Wappen
Flagge

Blasonierung: „Geteilt von Silber (Weiß) und Gold (Gelb); oben ein schwebender aufrechter grüner Ast mit drei Lindenblättern, unten zwei abgewendete rot bewehrte schwarze Bärentatzen; als Schildhalter zwei steigende silberne (weiße) Rosse, die auf verziertem goldenen (gelben) Sockel stehen, im Oberwappen eine dreitürmige rote Mauerkrone.“
Ihr Wappen erhielt die Stadt Bassum am 24. November 1927, nachdem am 24. März 1927 der Magistrat einen Antrag auf die Einführung desselben gestellt hatte. Es zeigt einen zweigeteilten Schild, in dessen oberer Hälfte drei grüne, nach oben zeigende, Lindenblätter an einem Ast auf weißem Grund zu sehen sind.
Durch die zahlreichen Linden, die die Straßen der Stadt säumen, kam die Stadt Bassum zu dem Titel „Lindenstadt“. Die Lindenblätter des Wappens symbolisieren den Zusammenschluss der drei Flecken Bassum, Loge und Freudenberg im Jahre 1896.
In der unteren Hälfte des Wappens zeigen sich zwei nach außen weisende Bärenklauen auf gelbem Grund. Die Bärentatzen sind das Zeichen der Grafen von Hoya, denen das Gebiet um Bassum bis 1582 gehörte.
Auf dem kompletten Wappen findet sich zusätzlich eine Mauerkrone als Symbol für die Freudenburg. Der Schild wird von zwei silbernen Pferden eingerahmt, die das Symbol des Landes Niedersachsen sind.
Die Stadtfarben (Grün-Weiß-Gelb) ergeben sich aus den Farben des Schildes: grün die Lindenblätter, weiß der Hintergrund der oberen Schildhälfte und gelb der Hintergrund der unteren Schildhälfte.

### Partnerschaften
- Städtepartnerschaften bestehen mit
  -  Fresnay-sur-Sarthe im Département Sarthe (Frankreich) seit 1972,[21]
  -  Telšiai in Litauen seit 2009,
  -  Spilsby in Lincolnshire (Großbritannien) seit 2010.[22]
- Eine Patenschaft besteht seit 1970 für die ehemaligen Einwohner von Tapiau in Ostpreußen.[23]
- Bassum ist im Kommunalverbund Niedersachsen/Bremen vertreten.

## Kultur und Sehenswürdigkeiten

### Bauwerke
In der Liste der Baudenkmale in Bassum sind für den Hauptort Bassum 32 Baudenkmale aufgeführt, für die gesamte Stadt Bassum sind es 98 Baudenkmale, darunter:

#### Stift Bassum

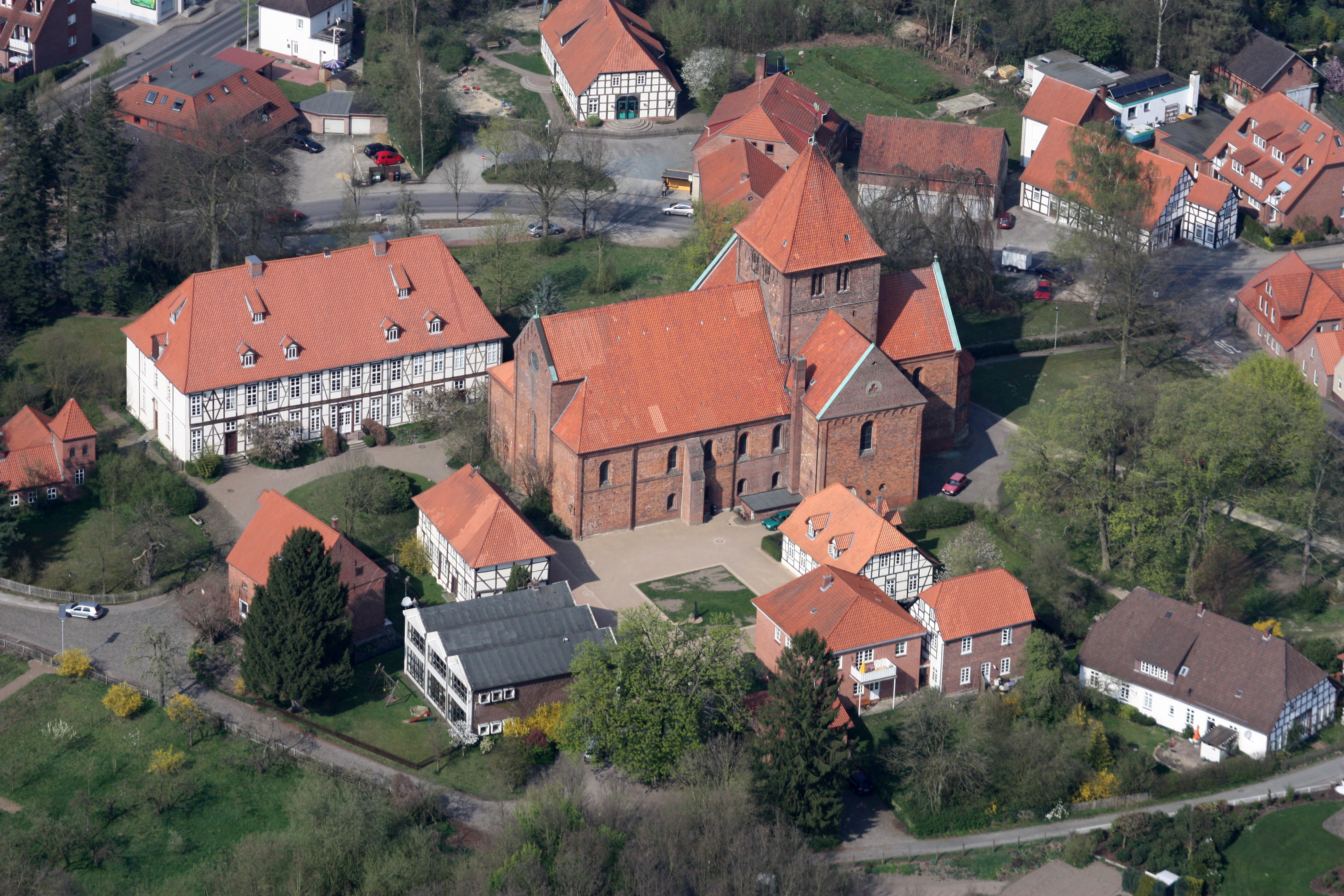
Stift (weiße Gebäude) und Stiftskirche aus der Vogelperspektive

Das Stift Bassum (= Frauenstift oder Kanonissenstift). ist das älteste Stift in Niedersachsen. In der Europäischen Union ist das Stift in Bassum das einzige noch bestehende Kanonissenstift. Das Stift ist die Keimzelle der Stadt Bassum, die damals Birsina hieß.
858 gab die Edeldame Liutgart ihr gesamtes väterliches Erbe und gründete das Stift, damit die adligen Familien des Landes die Möglichkeit hatten, ihren unverheirateten Töchtern eine christliche Erziehung und eine Versorgung zu geben. Geweiht wurde das Stift von Ansgar, Erzbischof von Hamburg und Bremen (831–865). Liutgart war auch die erste Äbtissin des Stifts. Bis heute wird das Stift von einer Äbtissin geführt. Das Stift ist seit 1541 evangelisch. Im Stift lebten früher bis zu 10 Stiftsdamen. Ihre Hauptaufgabe war das feierliche Gotteslob, die Fürbitte für die Verstorbenen und die Armenfürsorge. Die heutigen Konventsgebäude wurde 1754 unter der Äbtissin Margaretha Eleonora von Estorff (Amtszeit 1751 bis 1776) in Fachwerk erbaut, nachdem sie das alte Äbtissinnenhaus hatte abreißen lassen.
Heute hat das Stift zwar auch noch 10 Stiftsdamen (Kapitularinnen), es besteht aber – außer für die Äbtissin und ihre Stellvertreterin, die Dechantin – keine Residenzpflicht mehr, so dass sie in ihren jeweiligen Heimatorten wohnen, wo sie ganz normalen Berufen nachgehen. Die Frauen müssen auch nicht mehr adlig sein.

#### Stiftskirche Bassum

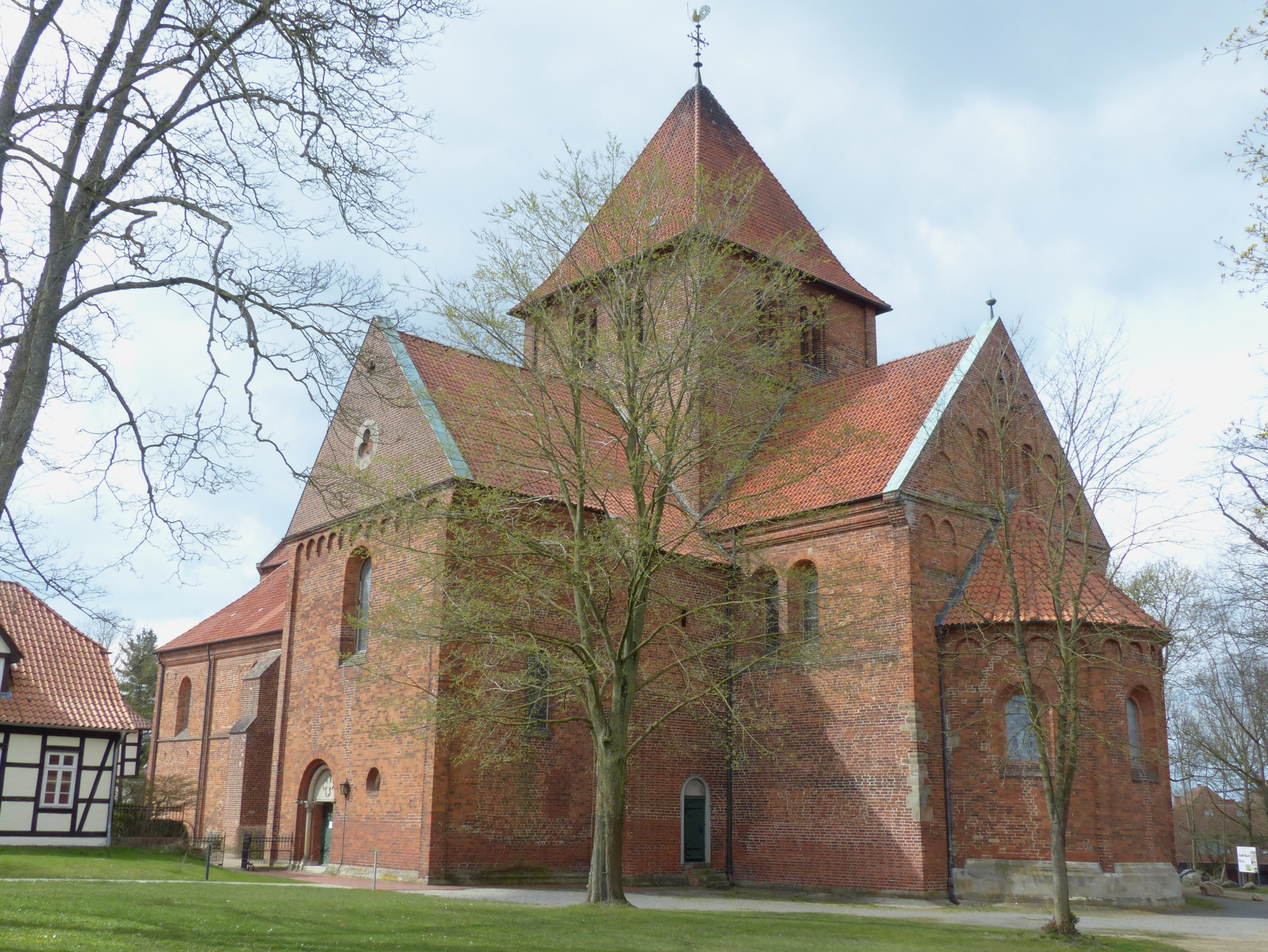
Stiftskirche von Südosten

Die gotische Backsteinkirche wurde in der ersten Hälfte des 13. Jahrhunderts in einem romanisch-gotischen Übergangsstil errichtet. Die dreischiffige Hallenkirche hat ein Querschiff und am rechteckigen Chorraum eine halbrunde Apsis.
Die Gestalt der mehrteiligen Pfeiler und der Gewölbe zeigt die Übertragung von Formen westfälischer Werksteinarchitektur in den Backsteinbau. Der Chor hat einen einzigartigen Gipsintarsien-Fußboden. Seine Ausmalung entstand im 19. Jahrhundert historistischen Stil der Hannoverschen Schule.  Ältestes Stück der Ausstattung ist ein Reliquienschrein des Hl. Viktor aus der Zeit um 1250. Im südlichen Querschiff steht das Grabmal der 1585 verstorbenen Äbtissin Anna Gräfin von Hoya. Dazu beherbergt die Kirche die Epitaphe einiger weiterer Äbtissinnen, die ursprünglich unter dem Boden der Kirche bestattet worden waren.

#### Freudenburg

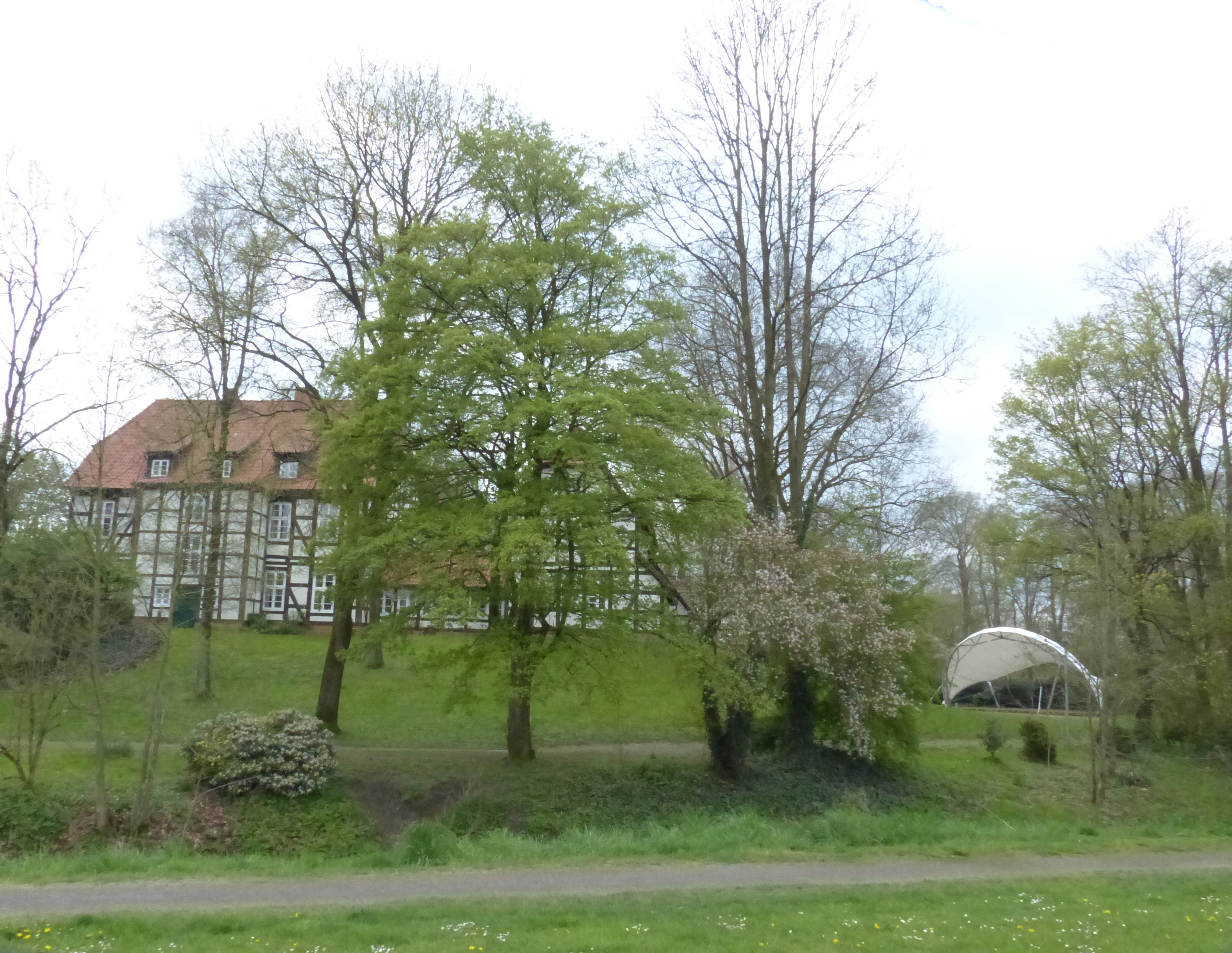
Burg Freudenberg, Fachwerkbauten auf einer Motte, rechts davon die Freilichtbühne

Gegenüber dem Stift, auf der anderen Seite der „Bremer Straße“, steht die Freudenburg. Bis zur Auflösung des Amtes Freudenberg war die Burg Freudenberg der Sitz der Amtsschreiber, danach war dort das Amtsgericht beheimatet. Nachdem das Amtsgericht 1879 nach Bassum verlegt wurde, sie blieb aber bis 1966 Amtswohnung des Amtsrichters. Heute ist die Brug Freudenberg ein Europäisches Seminar- und Tagungshaus der VHS im Landkreis Diepholz.

#### Burgmannshof Bassum
Der Burgmannshof Bassum, Harpstedter Straße 18,  stammt als Hof des Vogts von um 1380 und als Fachwerkhaus von um 1600.

### Jüdischer Friedhof

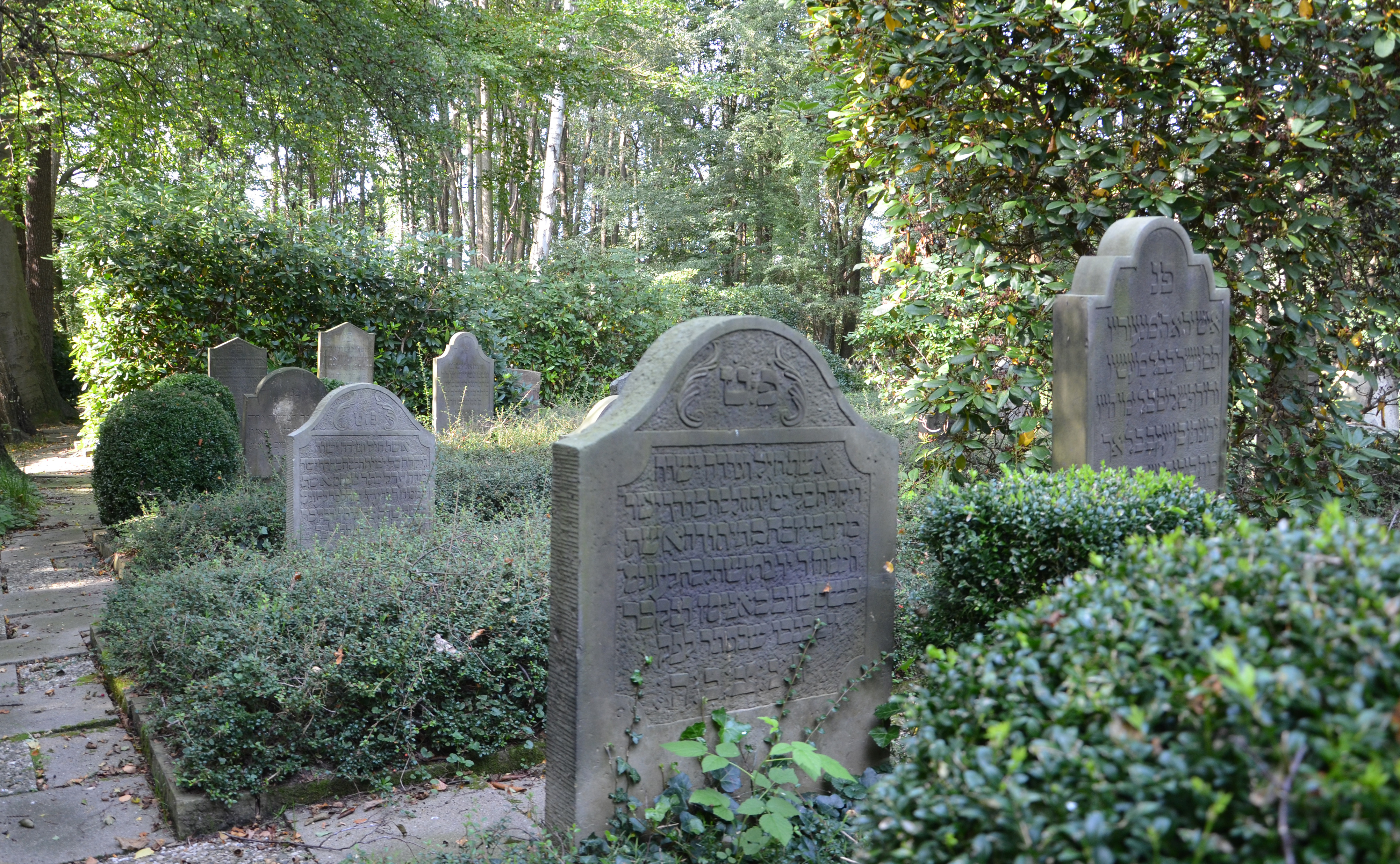
Jüdischer Friedhof Eschenhäuser Straße

Der Jüdische Friedhof in Bassum ist einer von acht gut erhaltenen jüdischen Friedhöfen im Landkreis Diepholz. Auf dem östlich der B 61 nach Sulingen gelegenen Friedhof befinden sich 28 Grabsteine aus den Jahren 1852 bis 1942 für jüdische Verstorbene. Die letzte hier begrabene Jüdin war Josefine Baehr, die sich 1938, nachdem ihr Mann deportiert wurde, das Leben nahm. Ihr Mann Leopold Baehr wurde im Konzentrationslager ermordet, das Todesjahr 1942 wurde dem Grabstein seiner Frau nachträglich hinzugefügt. Für Leopold Baehr und drei weitere Opfer der NS-Diktatur wurden in Bassum am 1. Dezember 2009 vier Stolpersteine des Künstlers Gunter Demnig verlegt. siehe auch → Liste der Stolpersteine in Bassum

Im Zweiten Weltkrieg wurden einige Soldatengräber für russische Kriegsgefangene auf dem Jüdischen Friedhof eingerichtet.

### Grünflächen und Naherholung
Die Freudenburg am Klosterbach ist umgeben von einer Parkanlage und wird für Fortbildungsveranstaltungen, vor allem der Volkshochschule (VHS), genutzt. Zwischen dem Seniorenzentrum Curata, der Freibad und dem Stift gestaltet die Agende21-Gruppe den Stiftspark. Der Bassumer Utkiek ist die höchste Erhebung im Landkreis Diepholz. Der frühere Müllberg wurde zu einem Naherholungsgebiet umgewandelt.

### Tierpark Petermoor
Der Tierpark beherbergt auf einer Fläche von drei Hektar etwa 500 Tiere aus etwa 80 sowohl einheimischen als auch exotischen Arten.
Das Zentrum des Tierparks bildet ein großer See mit zahlreichen Wasservögeln. Im begehbaren Streichelzoo werden Hängebauchschweine und Ziegen gehalten. Zu den neuesten Erweiterungen zählt das Affenhaus.
Träger des Parks ist die Stadt Bassum. Der 1967 gegründete Tierparkverein mit über 200 Mitgliedern tritt als ideeller und finanzieller Förderer auf. Der Tierpark erhielt 2007 von der Gesellschaft zur Erhaltung alter und gefährdeter Haustierrassen als erste Einrichtung in Deutschland die Zertifizierung als Archepark. Seit 2015 darf sich der Tierpark offiziell „Zoo“ nennen.

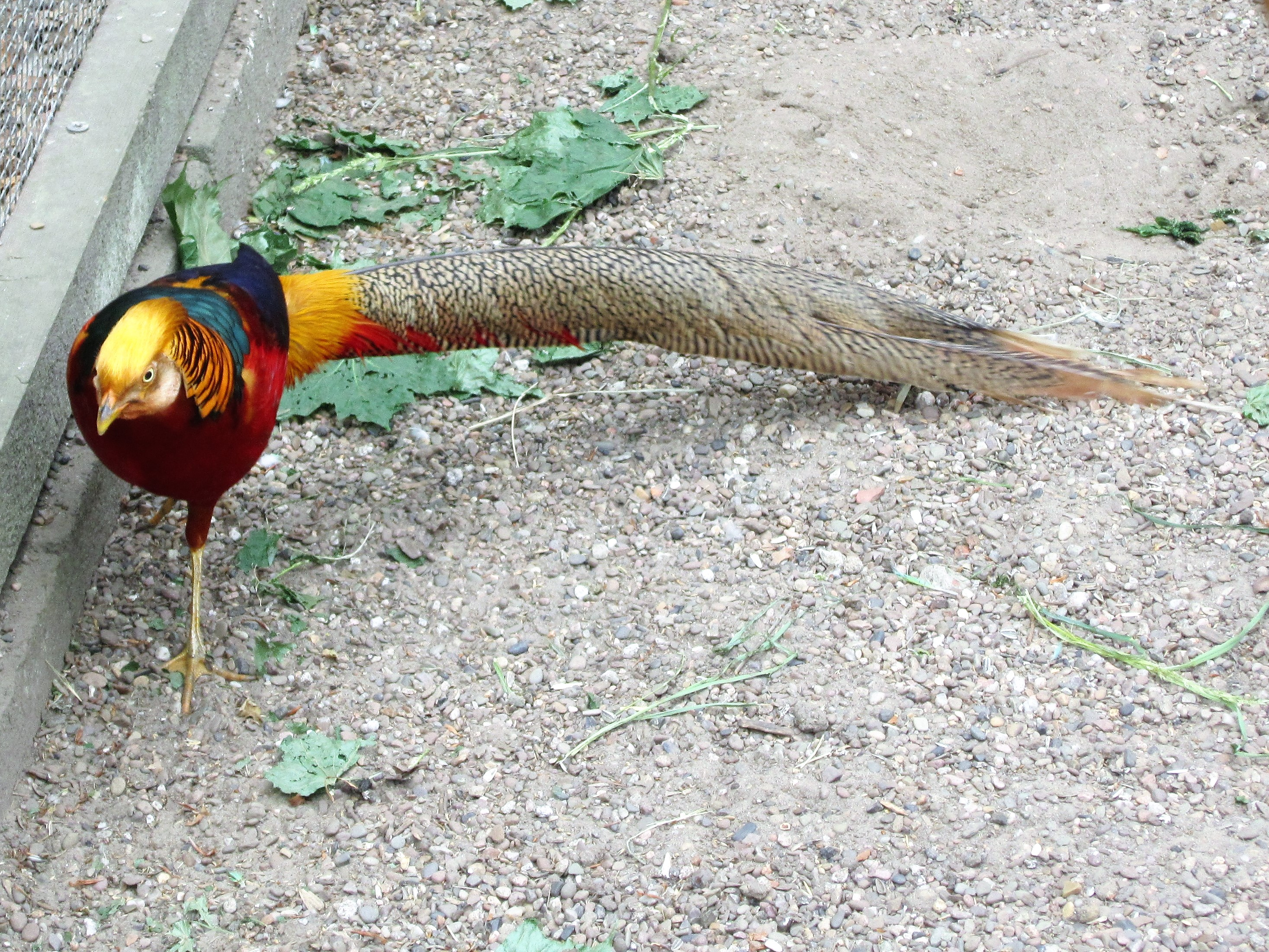
Goldfasan
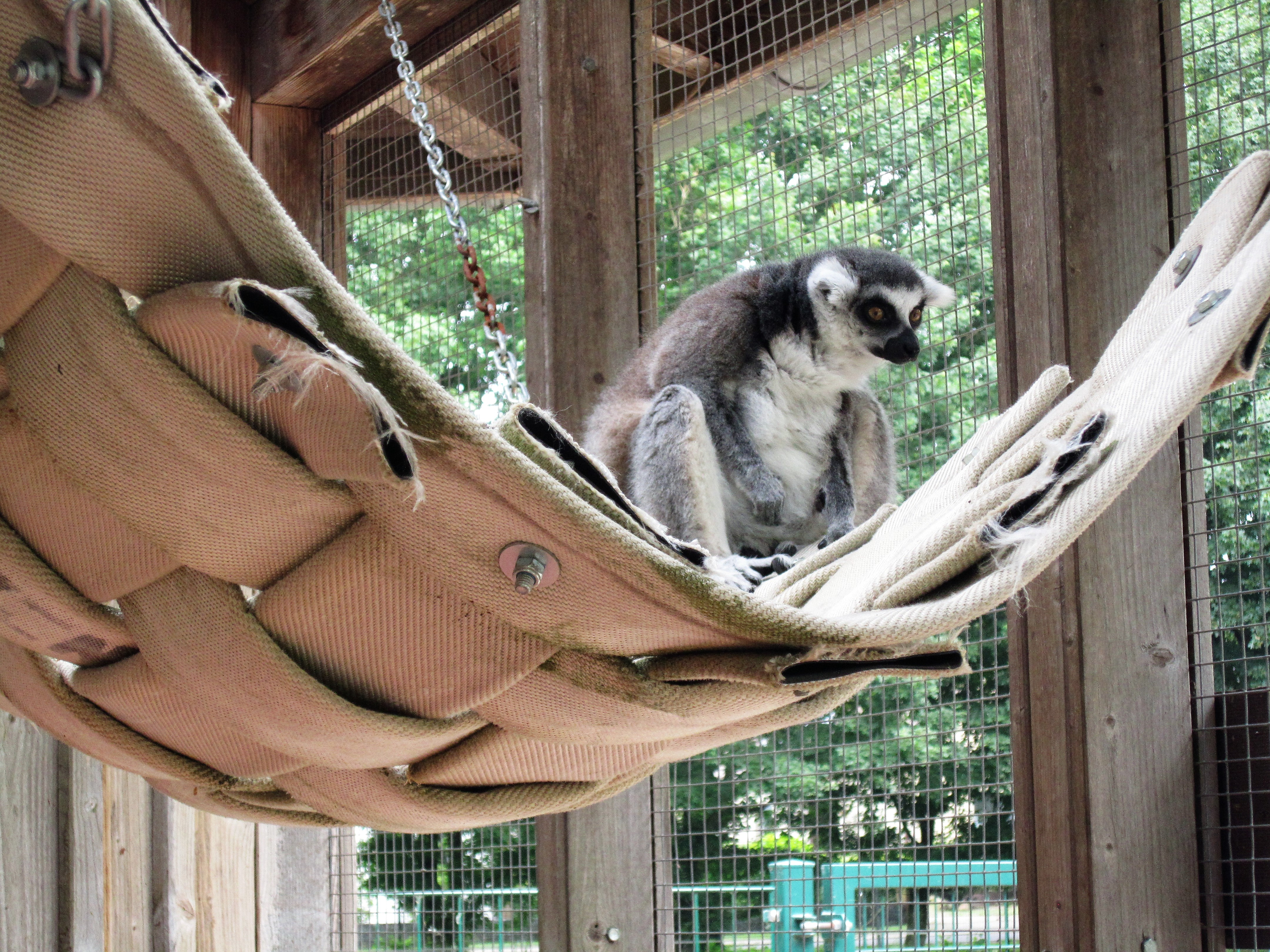
Katta
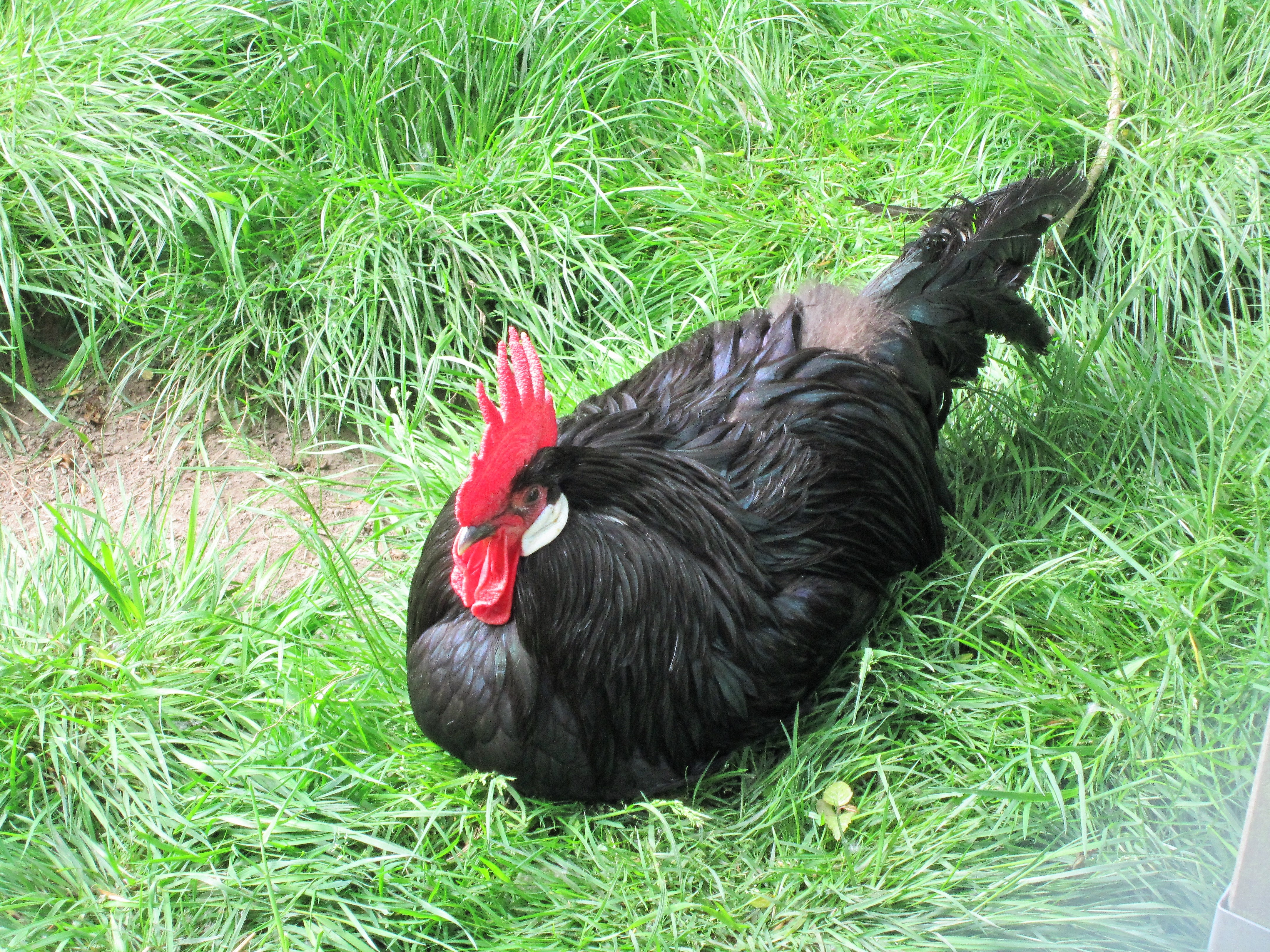
Thüringer Barthuhn

### Regelmäßige Veranstaltungen

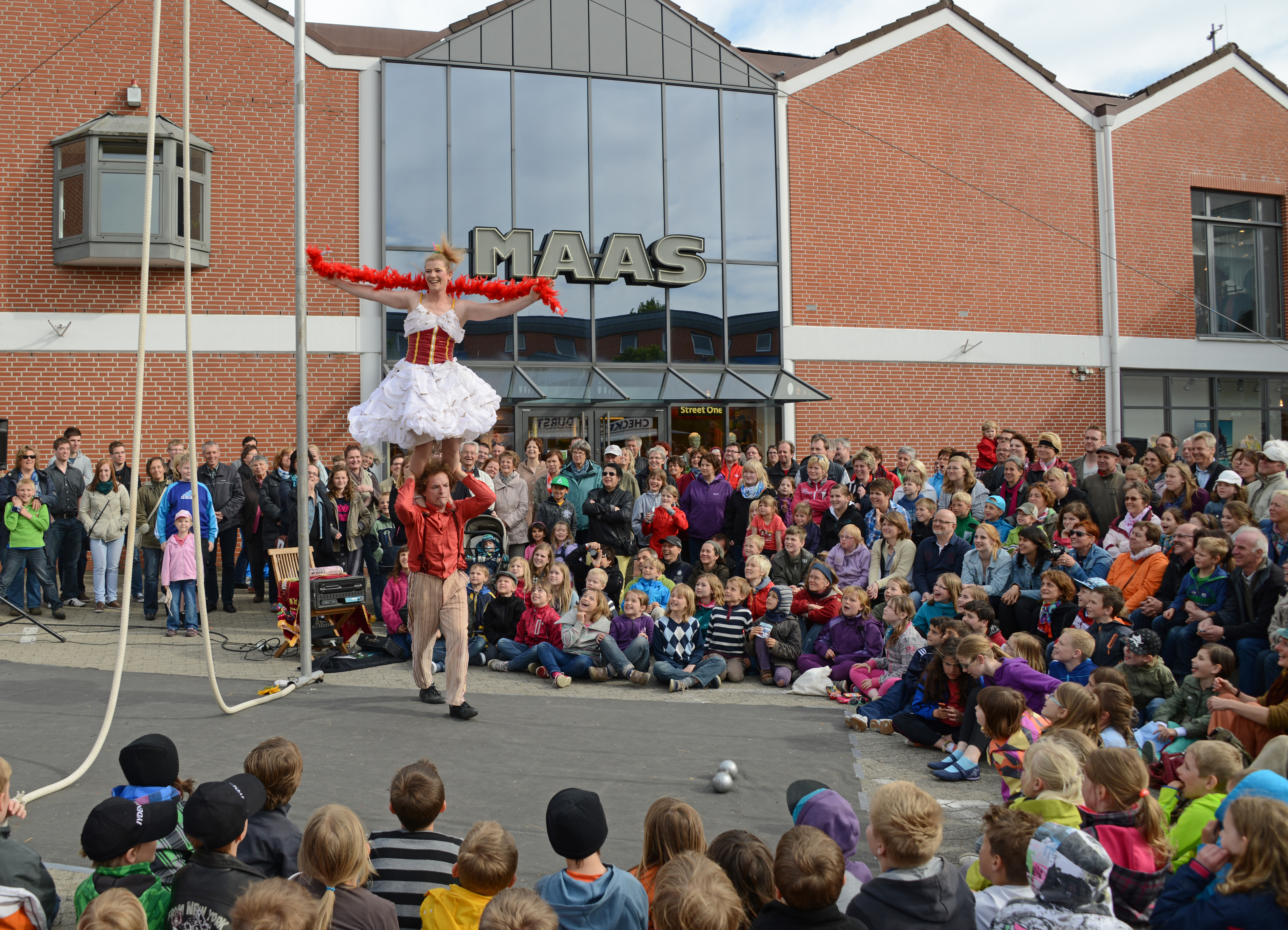
Straßentheater beim Piazzetta-Festival in Bassum 2013

Die Bassumer Werbegemeinschaft veranstaltet zweimal im Jahr ein Stadtfest mit verkaufsoffenem Sonntag, im Frühling das Frühlingsfest und im Herbst das Oktoberfest. Am ersten Advent findet rund um die Stiftskirche mit dem „Bassumer Advent“ ein kleiner Weihnachtsmarkt statt.
Seit 2009 findet alle drei Jahre die Regionalmesse „AktiBa“ in Bassum statt, auf der Regionalmesse präsentieren sich viele Unternehmen und Vereine aus der Region Bassum.
Seit 2016 findet jährlich der Bovelmarkt, ein mittelalterlicher Markt, auf dem Gelände der Burg Freudenberg statt. Veranstalter ist der Mittelalterverein De Bovelzumft – Gelebtes Mittelalter e. V.
Das Bassum Open-Air, eine Konzertreihe mit Auftritten national wie international bekannter Musiker verschiedener Stilrichtungen, findet seit 2016 während der Sommermonate auf dem Gelände der Burg Freudenberg statt.
Piazzetta
Seit 2011 findet in Bassum jährlich ein Straßentheaterfestival unter dem Namen Piazzetta statt. Künstler aus dem In- und Ausland treten dabei an bis zu fünf Plätzen in der Innenstadt auf.

### Kunst im öffentlichen Raum
Im Bassumer Stadtbild verstreut befinden sich einige sehr unterschiedliche Skulpturen und Objekte von Künstlerinnen und Künstlern aus der Region und aus dem überregionalen Bereich:
- im Park der Freudenburg die Bronze-Skulptur Der Wächter (2003) von Andreas Frömberg, Tronco Celeste (Buche, 2001) von Miguel Ausili, Liebespaar (Buche, 2001) von Igors Dobičins, Spitzentanz (Buche, 2001) von Louis Niebuhr und die Stele Europa (Holz, 2004; am jetzigen Standort seit 2009) von Gerd Friedrich[33]
- vor der Kreissparkasse die Bronze-Skulptur Bürgermeister Lienhop und sein Hund (1997) von Andreas Frömberg
- vor der Volksbank (= Gebäude des ehemaligen Amtsgerichts). Veränderung I und II (Stein, Keramik, Ziegel; 2001) von Heidrun Kohnert
- vor der Klinik Bassum (ehem. Kreiskrankenhaus Bassum) ein Brunnen aus Edelstahl (1981) von Herbert Bodzin

### Naturdenkmäler
- Im Bassumer Waldgebiet „Hülsenberg“ (bei Nordwohlde) blüht alljährlich in größerer Anzahl von Mitte Juli bis Mitte August die wildwachsende Orchidee Breitblättrige Stendelwurz (Epipactis helleborine).
- ca. 250 m südlich des Frauenstifts steht die 1000-jährige Stiftsgerichtseiche, unter der wohl im Mittelalter von den Stiftsdamen des Frauenstifts in Bassum Streit entschieden wurde. Später als die Stiftsdamen Geschmack am Kaffee gefunden haben, trafen sie sich einmal im Jahr unter dieser Eiche zur Kaffeerunde. Daher auch der Name Kaffeeeiche.

## Wirtschaft und Verkehr

### Unternehmen
- Zahnradfabrik Stelter, Ortsteil Bassum, mit etwa 370 Mitarbeitern.[34]
- Palettenfabrik in Bassum seit um 1960, die rund fünf Millionen Holzpaletten im Jahr herstellt.[35]
- Abfallwirtschaftsgesellschaft (AWG) des Landkreises Diepholz mit Entsorgungszentrum in Bassum.

### Wirtschaftsförderungsgesellschaft
Bassum unterhält die Bassumer Wirtschaftsförderungs- und Stadtentwicklungsgesellschaft (WISEG), die neben dem Bau und Betrieb einer Photovoltaikanlage auf dem Rathausdach auch Baugrundstücke erschließt und veräußert sowie bei Umbau und Vermietung des Bassumer Bahnhofgebäudes tätig ist.

### Verkehr

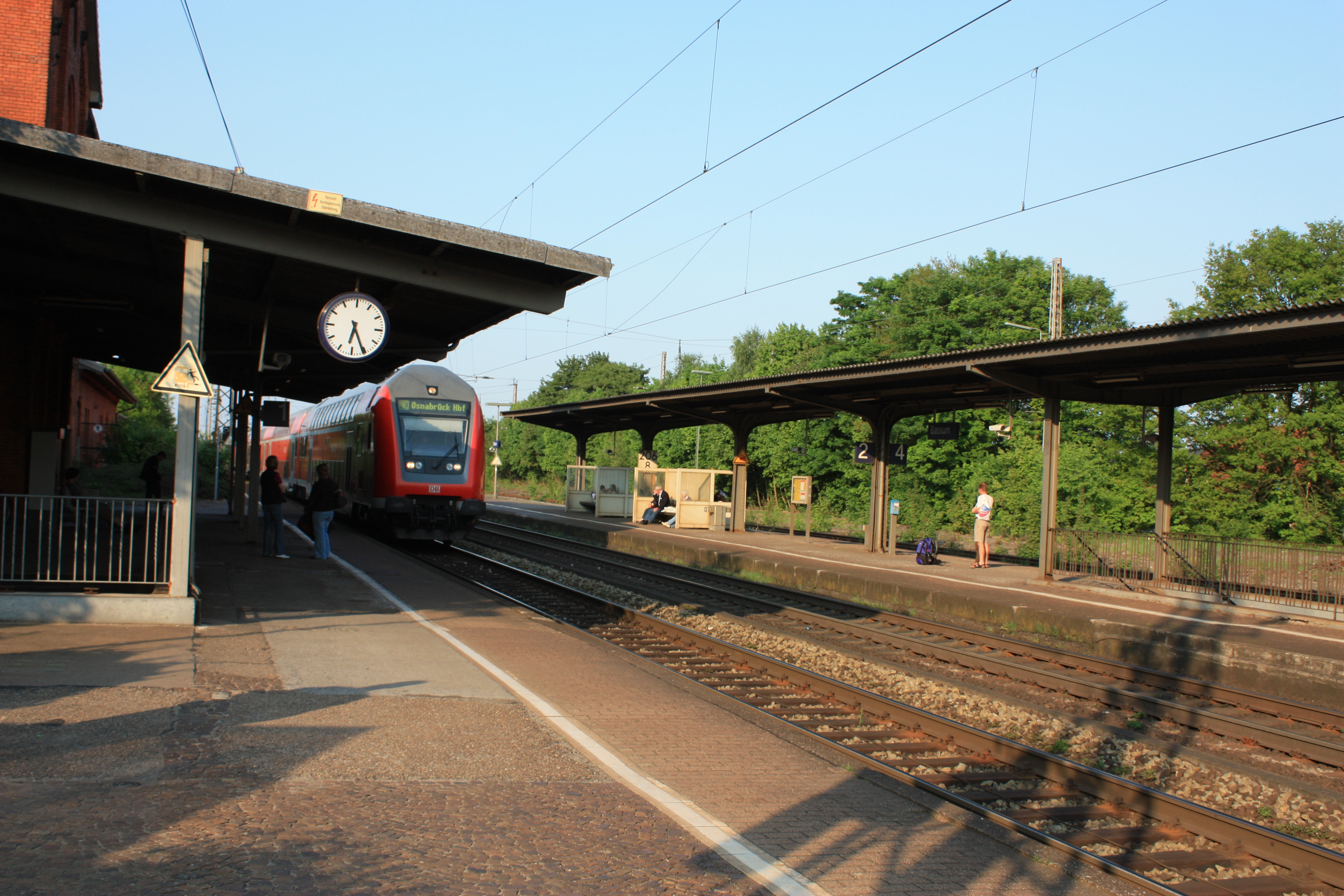
Bahnhof Bassum

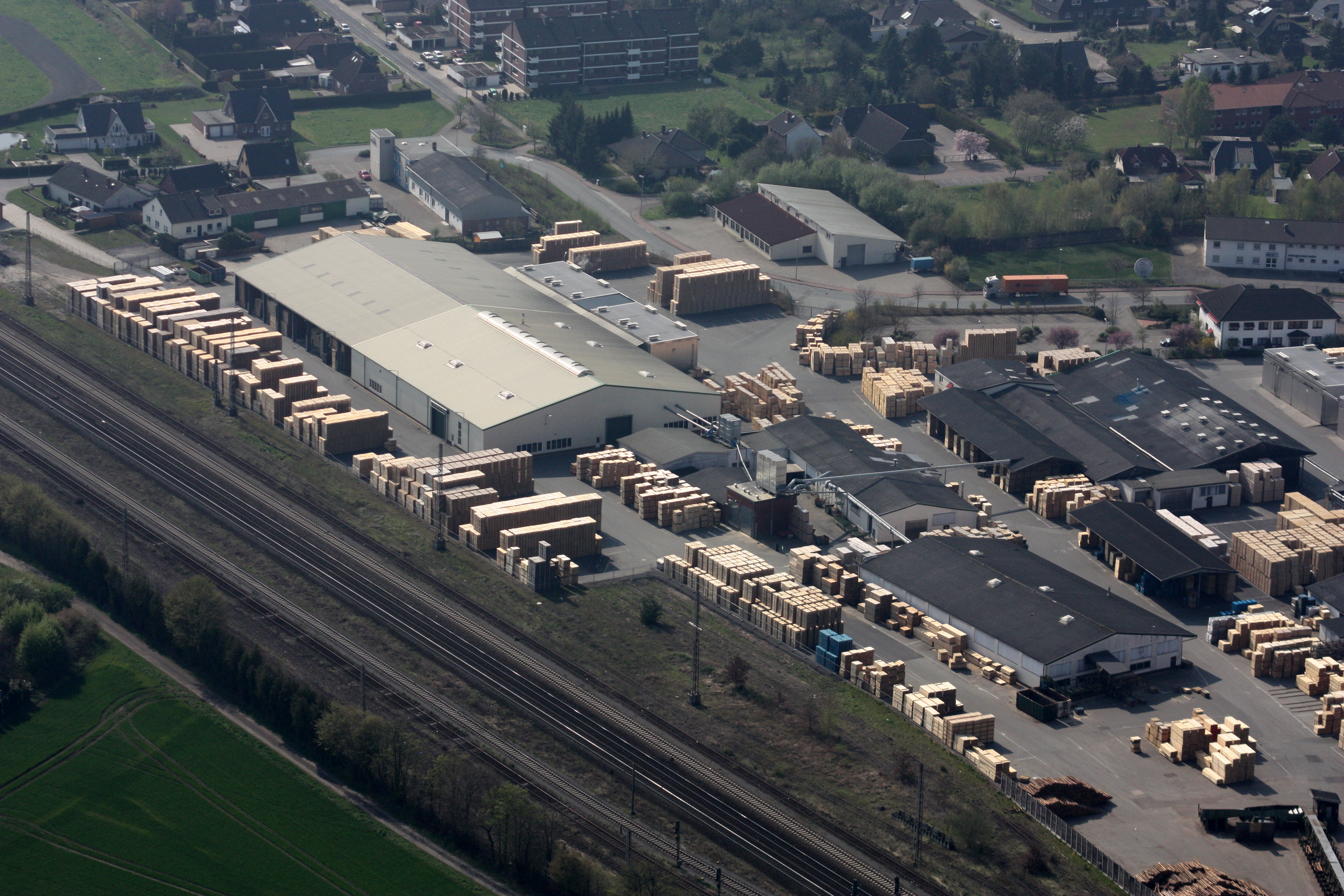
Palettenfabrik Sägewerk Bassum

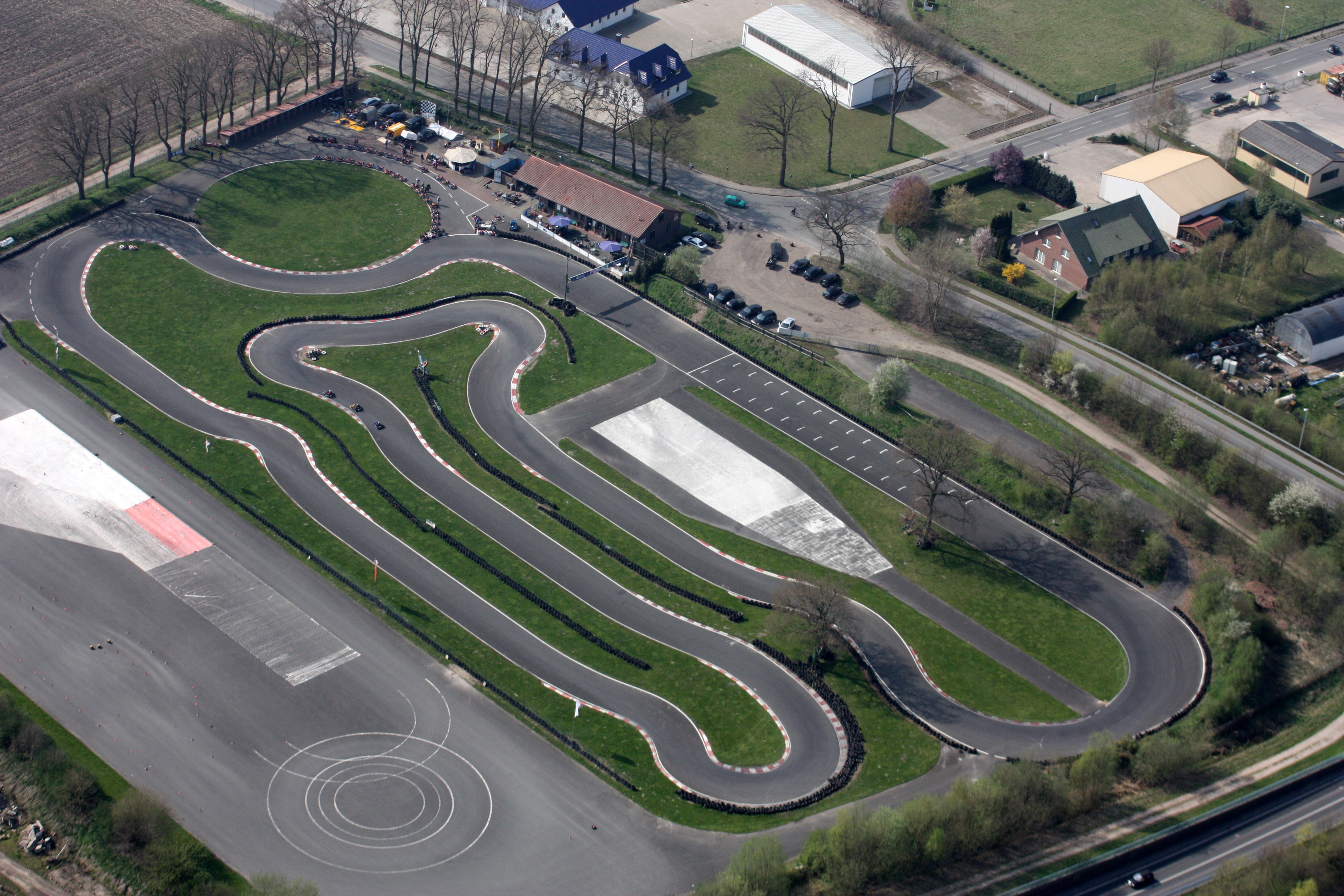
Gokart-Bahn im Industriegebiet Bassum

Über die Bundesstraße 51 und die Bundesautobahn 1 sind Bremen sowie Osnabrück und über die Bundesstraße 6 Hannover sowie der Anschluss an die A 7 und A 2 in Richtung Osten und Süden erreichbar. Über die Bundesstraße 61 können die Industriestandorte Ostwestfalen-Lippes erreicht werden.
Bassum liegt mit dem Bahnhof Bassum und dem Haltepunkt Bramstedt (b Syke) an der Bahnstrecke Wanne-Eickel–Hamburg. An beiden Stationen hält die Linie RS 2 (Bremerhaven-Lehe–Twistringen); die Linie RE 9 (Bremerhaven-Lehe–Osnabrück) bedient nur den Bahnhof Bassum.
| Linie                    | Linienverlauf                                                                                | Fahrtenhäufigkeit                                         | EVU               | Fahrzeugmaterial                                                           |
| ------------------------ | -------------------------------------------------------------------------------------------- | --------------------------------------------------------- | ----------------- | -------------------------------------------------------------------------- |
| RS 2                     | Bremerhaven-Lehe – Bremerhaven Hbf – Bremen Hbf – Syke – Bassum – Twistringen                | Stundentakt                                               | NordWestBahn GmbH | Alstom Coradia Continental, Stadler FLIRT 3 XL                             |
| RE 9                     | (Bremerhaven-Lehe – Bremerhaven Hbf –) Bremen Hbf – Syke – Bassum – Diepholz – Osnabrück Hbf | Stundentakt (bis Bremen, bis Bremerhaven Zweistundentakt) | DB Regio AG       | Bombardier TRAXX + Bombardier-Doppelstockwagen (Dosto97, Dosto00, Dosto10) |
| Stand: Fahrplanjahr 2022 |                                                                                              |                                                           |                   |                                                                            |

Die Bahnstrecke Bünde–Bassum wurde zwischen Rahden und Bassum stillgelegt. Der Flughafen Bremen ist 32 km entfernt.
Es besteht ein Bürgerbus-Netz mit vier Linien, die die Stadtmitte Bassums mit Nordwohlde, Bramstedt, Neubruchhausen und Helldiek verbinden.

### Luftraum
An der Intersection BASUM im Luftraum über Bassum beginnen die Anflüge auf den Flughafen Bremen und den Flughafen Hamburg. Entsprechend der Nomenklatur in der Navigation werden definierte Orte mit fünf Buchstaben oder Ziffern bezeichnet und lehnen sich häufig an Namen der geographischen Umgebung an.

## Infrastruktur

### Bildung
Kindergärten:
- Städtische Kinderkrippe Haus der kleinen Strolche in Bassum
- Gemischte Gruppen in einigen Kindergärten
- Städtische Kindergärten in Bassum (KinderReich), Neubruchhausen (Haus der kleinen Füße) und Bramstedt, außerdem gibt es städtische Waldkindergärten im Dicken Braken (Helldiek) und Lindschlag (Eschenhausen). Das Mütter-Kinder-Zentrum unterhält Kindergartengruppen und der evangelisch-lutherische Kirchenkreis betreibt einen Kindergarten in der Ortschaft Bassum (Rentei) und einen in der Ortschaft Nordwohlde (Arche Noah).

Grundschulen:
- Zwei in der Ortschaft Bassum
- Je eine in Nordwohlde, Bramstedt und Neubruchhausen

Weiterführende Schulen:
- Schulzentrum Petermoor, eine Oberschule mit gymnasialem Zweig
- Private PrinzHöfte-Schule in Bassum
- Freie christliche Lukas Schule.
- Gymnasium in Twistringen und  Syke
- Berufsschule mit Beruflichem Gymnasium in Syke.
- Volkshochschule des Landkreises Diepholz u. a. in Seminarräumen im Bahnhofsgebäude und im Seminar- und Tagungshaus Die Freudenburg in Bassum

### Gesundheitswesen
- Das Krankenhaus in Bassum gehört zu den Kliniken Landkreis Diepholz, es umfasst folgende Abteilungen und Zentren:
  - Klinik für Chirurgie und Viszeralchirurgie
  - Klinik für Anästhesiologie und Intensivmedizin
  - Klinik für Innere Medizin, Akutgeriatrie und Geriatrische Frührehabilitation, Palliativmedizin
  - Klinik für Innere Medizin und Gastroenterologie
  - Klinik für Plastische und Ästhetische Chirurgie, Handchirurgie
  - Belegabteilung Gynäkologie
  - Belegabteilung HNO
  - Bauchzentrum
  - Zentrum für Adipositaschirurgie
  - Ambulantes OP-Zentrum
  - Medizinisches Versorgungszentrum
- Das Zentrum für seelische Gesundheit in Bassum gehört zu den Alexianern Landkreis Diepholz. Die Fachklinik für Psychiatrie, Psychosomatische Medizin und Psychotherapie umfasst folgende Abteilungen:
  - Abteilung für Psychiatrie und Psychotherapie
  - Abteilung für Psychosomatische Medizin und Psychotherapie
  - Psychiatrische Institutsambulanz
- Fachklinik Bassum, eine medizinische Rehabilitationseinrichtung für Suchterkrankungen
- GesundheitsCentrum Bassum beim Krankenhaus mit    Ärztehaus und Apotheke

### Friedhof Bassum

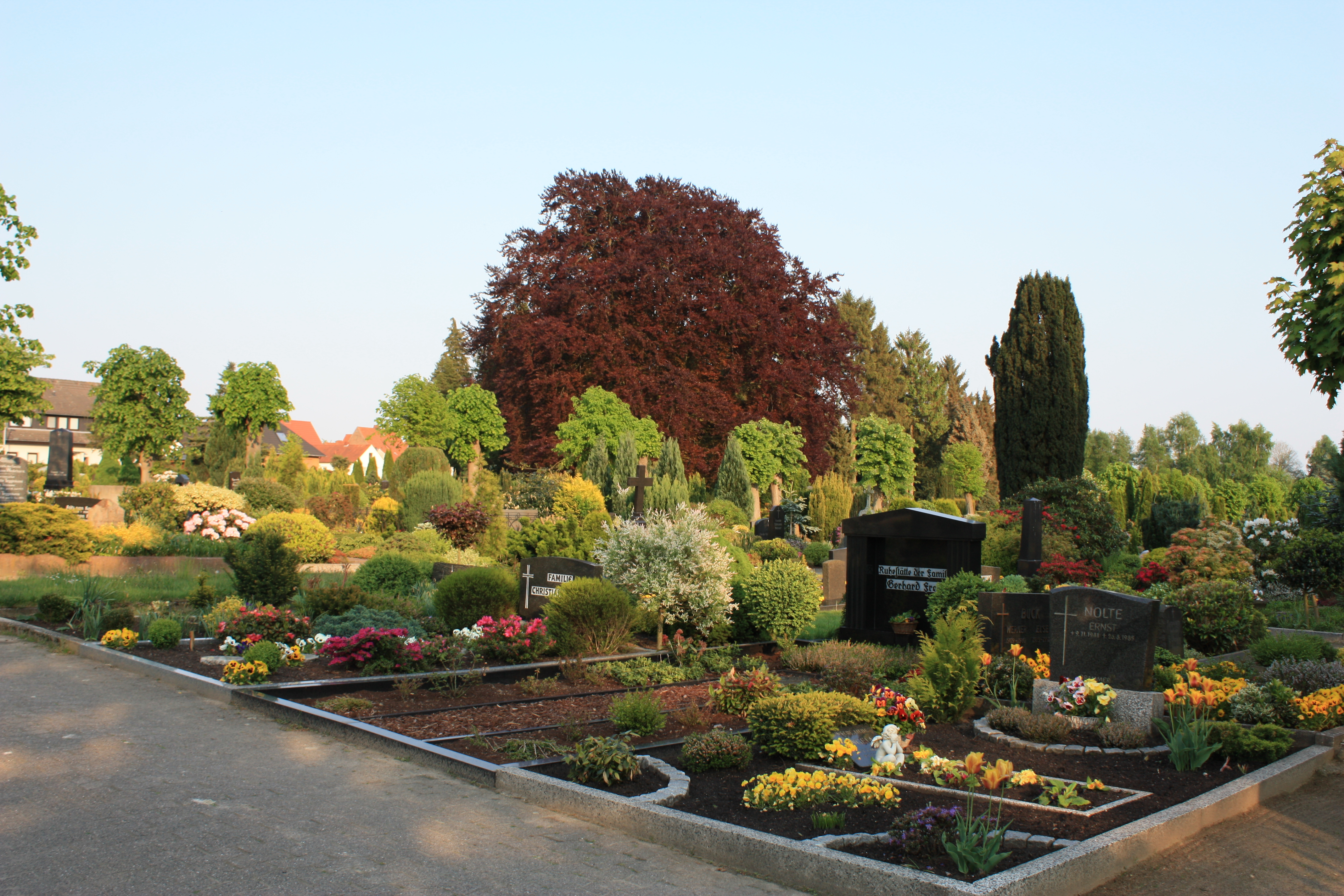
Friedhof Bassum

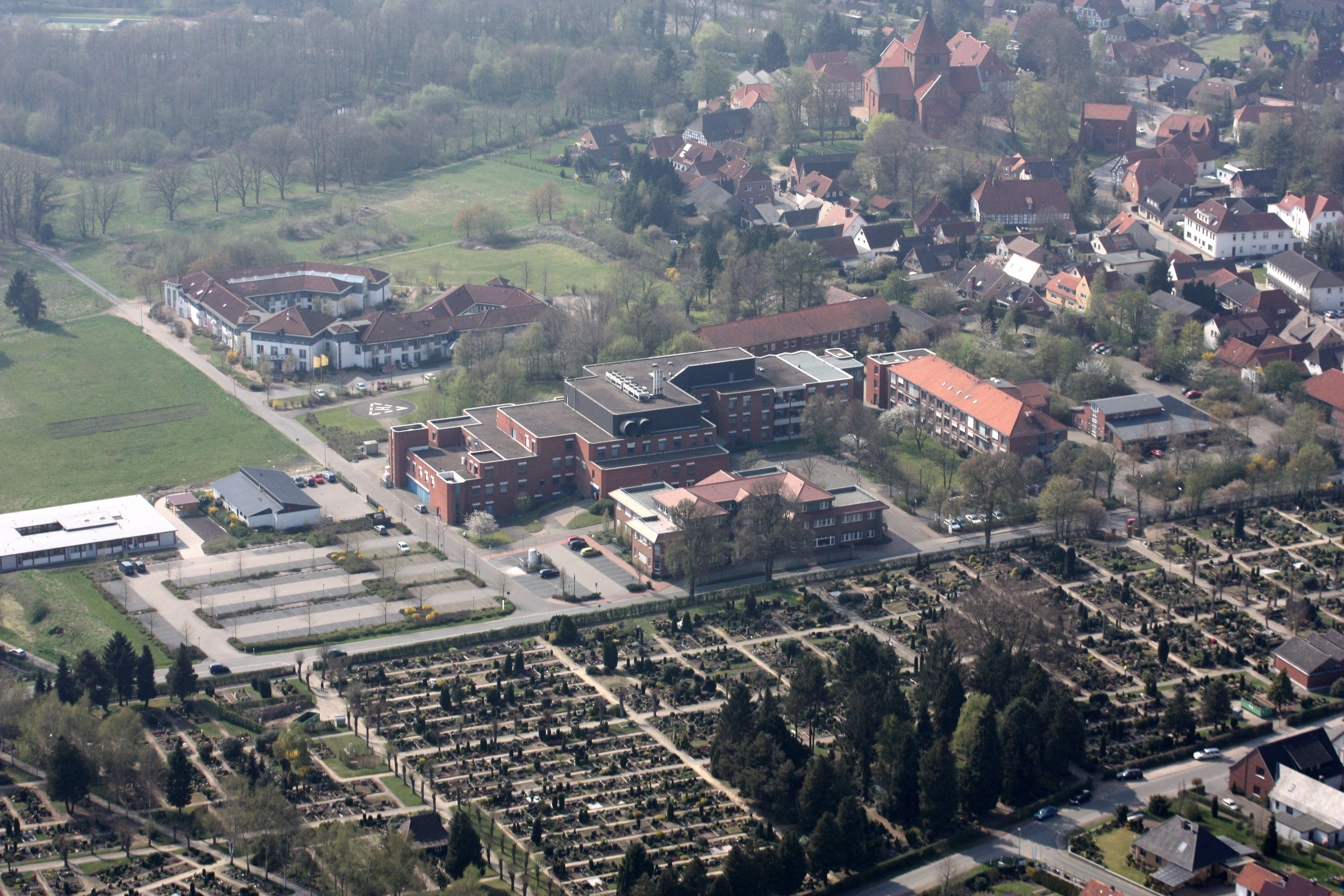
Luftbild: Krankenhaus Bassum, direkt daneben der Friedhof Bassum, rechts hinten die Stiftskirche Bassum

An der Eschenhauser Straße wurde bereits um 1850 der älteste Teil des Friedhofs eröffnet. Ihre letzte Ruhestätte fanden hier zunächst nur die Äbtissinnen und Stiftsdamen. In diesem Bereich gab es bis 1967 auch eine Gruft. Da sie aber immer wieder von Einbrechern heimgesucht wurde, schüttete man sie zu. In früheren Zeiten wurden unweit der Äbtissinnengräber auch die Bassumer Pastoren, Lehrer und ein Propst beigesetzt. Jede Bassumer Ortschaft hatte in früheren Zeiten auf dem alten Teil des Friedhofs ihren eigenen Bereich (Bassumer Kirchspiel).
Heute erstreckt sich der Friedhof bei ungefähr 3500 Grabstellen über eine Fläche von rund 5,2 Hektar. Die Trauerfeiern wurden bis 1971 in einer Fachwerkkapelle abgehalten, die durch ein Feuer zerstört wurde. Die heutige Kapelle wurde 1972 gebaut und bietet für 180 Trauergäste Sitzplätze. 2003 renovierte die Kirchengemeinde den Anbau der Kapelle. Er verfügt über ein sonnendurchflutetes Atrium, einen Versammlungsraum für Angehörige, Sozialräume für die Mitarbeiter, Toiletten und drei moderne Aufbahrungsräume.
Beim Bassumer Friedhof sind die Hauptwege von Linden gesäumt. Sie ergeben aus der Luft betrachtet die Form eines Kreuzes.
Auf dem Gelände befinden sich zwei Soldatengräberfelder. 26 Soldaten, die in den letzten Kriegsjahren durch Tiefflieger in Bassum getötet wurden, sind auf dem einen Feld beigesetzt. 29 Kriegsgefangene aus der ehemaligen Sowjetunion, Rumänien, Ungarn, Belgien und Spanien sind auf dem anderen Feld beigesetzt. Im Mai und Juni 1945 starben sie alle in Gefangenschaft.
In der Nähe der Kindergräber, die 1915 auf dem Friedhof angelegt wurden, befindet sich das Gräberfeld der „Sternenkinder“. Im Rahmen einer Trauerfeier wird hier mehrmals im Jahr eine Urne von totgeborenen Kindern aus dem Klinikverbund St. Ansgar (Bassum, Diepholz, Sulingen) beigesetzt.
Gemeinschaftsgräberfelder für Särge und Urnen befinden sich auf dem neuen Teil des Friedhofs an der Bahnlinie. Hier entsteht außerdem ein Wahlurnengräberfeld; es wird später einmal die Form einer Raute haben.

### Sport
- Sporthallen: Grundschule Mittelstraße in Bassum, Zwei am Petermoor sowie in den Ortsteilen Bramstedt, Neubruchhausen und Nordwohlde; Vormittags Nutzung durch die Schulen, nachmittags durch Vereine.
- Geschäftsstelle des Nordwestdeutschen Schützenbundes sowie dessen Landesleistungszentrum.

### Katastrophenschutz
In Bassum sind Freiwillige Feuerwehren in den Ortsteilen Albringhausen, Apelstedt, Bassum, Bramstedt, Dimhausen, Eschenhausen, Hallstedt, Neubruchhausen, Nienstedt, Nordwohlde, Ringmar und Wedehorn tätig. Der Ortsverband Bassum des Technischen Hilfswerks besteht aus zwei Bergungsgruppen, einer Fachgruppe Räumen sowie einer Jugendgruppe. In Bassum gibt es eine Rettungswache und eine Bereitschaft des Deutschen Roten Kreuzes sowie eine Ortsgruppe der Deutschen Lebens-Rettungs-Gesellschaft.

### Religionsgemeinschaften
- Seit 1541 ist die größte Kirchengemeinde in Bassum die evangelische Kirchengemeinde mit der Stiftskirche in Bassum und der Dreifaltigkeitskirche in Neubruchhausen (Kirchenkreis Syke-Hoya).
- Evangelische Kirchengemeinde in Nordwohlde (Kirchenkreis Syke-Hoya).
- Die katholische St. Ansgar Kirchengemeinde in Bassum gehört zur Pfarrei St. Anna.
- Station der Neuapostolischen Kirche, in der Langen Wand (zu Weyhe gehörend).
- Evangeliums Christengemeinde Bremen, Bremer Straße.
- Zeugen Jehovas, Königreichssaal, Gutenbergstraße
- Freie Christengemeinde Bassum in Eschenhausen.
- Ehemalige Jüdische Gemeinde in Bassum, Meierkampstraße. Bis Ende der 1920er Jahre existierte ein Gebetsraum, im Volksmund oft als Synagoge bezeichnet. Obwohl der Gebetsraum schon lange nicht mehr als solcher verwendet wurde, wurde am 9. November 1938 versucht, an dieser Stelle ein Feuer zu legen. Heute gibt es keine jüdischen Aktivitäten mehr. (Siehe auch Jüdischer Friedhof (Bassum))

### Vereine
- Gemischter Chor Bassum von 1881
- TSV Bassum
- Die überregional agierenden Vereine Vereinigte Deutsche Missionshilfe und Nordwestdeutscher Schützenbund haben ihren Sitz in Bassum.

## Persönlichkeiten

### Ehrenbürger
- 7. April 1933[36]: Adolf Hitler (1889–1945), Diktator des Deutschen Reiches. Aberkannt am 30. September 2014 durch den Beschluss eines Antrags der SPD.[37][38]
- 7. April 1933:[36] Paul von Hindenburg (1847–1934), Generalfeldmarschall und Reichspräsident der Weimarer Republik, ernannte Hitler zum Reichskanzler.

### Söhne und Töchter der Stadt
- Carl Christoph Merkel (1799–1877), Mitglied der Frankfurter Nationalversammlung
- Wilhelm Nöldeke (1821–1906), Pädagoge
- Rudolf Wessel (1825–1879), Unternehmer[39]
- Ludwig Häpke (1835–1922), Naturwissenschaftler
- Almuth Klemer (1924–2022), Chemieprofessorin in Münster
- Elisabeth Wiedemann (1926–2015), Schauspielerin
- Manfred Husmann (* 1943), Richter am Bundessozialgericht
- Bernd Uiberall (1943–2003), Künstler
- Tessa Hofmann (* 1949), Soziologin und Autorin
- Günter Scharein (* 1949), Maler
- Harald Focke (* 1950), Autor, der Veröffentlichungen über historische Themen zu Bassum, Sulingen und Bremen verfasst hat. Er arbeitete als Studiendirektor am Gymnasium in Sulingen.
- Klaus-Dieter Regenbrecht (* 1950), Schriftsteller, Dozent und Künstler
- Reinhard Matissek (* 1952) ist ein deutscher Lebensmittelchemiker und Lebensmitteltechnologe
- Elsa Töbelmann (* 1953), Bildhauerin, die zusammen mit ihrem Partner Henning Greve in Syke-Schnepke arbeitet. Sie gestalten vor allem Skulpturen aus Edelstahl.
- Jochen A. Modeß (* 1954), Kirchenmusiker, Organist, Komponist und Hochschullehrer
- Joachim Lünenschloß (* 1955), Schauspieler und Regisseur
- Hans-Hermann Sprado (1956–2014), Journalist und Autor, Chefredakteur und Herausgeber des P.M. Magazins
- Hans-Günter Henneke (* 1957), Geschäftsführendes Präsidialmitglied (Vorstand) des Deutschen Landkreistages e. V.
- Gabriele Werner (* 1958), Kunsthistorikerin
- Ulf Schirmer (* 1959), Dirigent, Intendant und Generalmusikdirektor der Leipziger Oper
- Folkhard Cremer (* 1961), Kunsthistoriker und Denkmalpfleger
- Rainer Hartmann (* 1966), Freizeit- und Tourismusexperte und seit 2005 Professor an der Hochschule Bremen
- Erik Matz (* 1966), Kirchenmusiker und Organist
- Axel Knoerig (* 1967), Politiker (CDU)
- Michael Efler (* 1970), Politiker (Die Linke)
- Ilka Petersen (* 1977), Moderatorin
- Stefanie Henneke (* 1979), Politikerin der Grünen
- Christian Schulz (* 1983), Fußballspieler bei Werder Bremen, Hannover 96 und SK Sturm Graz
- Anna Henkes (* 1984), Handballerin beim VfL Oldenburg
- Henning Nöhren (* 1985) Schauspieler, Sprecher und Sänger
- Michael Kuehl (* 1987), Schauspieler
- Antonius Adamske (* 1992), Dirigent

### Weitere Persönlichkeiten
- Richardis II. von Stade (vor 1125–1152), Äbtissin des Stifts Bassum, enge Vertraute von Hildegard von Bingen, Schwester von Hartwig I. von Stade[40][41]
- Friedrich Erdmann (1859–1943) war von 1892 bis 1924 Oberförster des Forstamtes Neubruchhausen (heute Forstamt Erdmannshausen) in der heutigen Bassumer Ortschaft Neubruchhausen.
- Elisabeth von Knobelsdorff (1877–1959) war die erste deutsche Diplom-Ingenieurin der Architektur
- 1996 heiratete der Liedermacher Konstantin Wecker die aus Bassum stammende Annik Berlin.
- Herbert Zimmermann („Das Wunder von Bern“) verstarb im Dezember 1966 an den Folgen eines Verkehrsunfalls, den er im Ortsteil Wiebusch erlitten hatte.
- Rainer Kaune (* 1945), Autor, Rezitator, Vortragsredner, Pädagoge und Herausgeber; wohnt seit 1982 in Bassum
- Ulf Kaack (* 1964), Autor und Journalist; wohnt seit 2011 in Bassum
- Waltraud Schoppe (* 1942) ist eine deutsche Politikerin (Bündnis 90/Die Grünen), ehemals wohnhaft im Ortsteil Albringhausen.
- Christoph Lanzendörfer (* 1954) ist ein Autor von deutschsprachiger medizinischer Fachliteratur. Er arbeitet als Arzt und Psychotherapeut.
- Martin Breutigam (* 1965) ist ein deutscher Schachspieler, Schachbuchautor und -journalist, lebt im Ortsteil Bramstedt.
- Luzia Moldenhauer (* 1959) ist eine deutsche Politikerin (SPD), wohnt seit 1989 in Bassum und war 2000–2014 stellvertretende Bürgermeisterin.
- Neele Eckhardt-Noack (* 1992), Leichtathletin und deutsche U23-Meisterin im Dreisprung, ist im Ortsteil Albringhausen aufgewachsen[42]
- Wilhelm Brüggemann (1904–1967), Bau-Ingenieur, Architekt, ehrenamtlicher Ratsherr. Planung und Ausführung zahlreicher Bauten in der Region von 1946 bis 1966. Z.B. in der Stadt Bassum: Sporthalle, Reetdach gedeckte Friedhofskapelle, Um- und Neubauten am städtischen  Krankenhaus, Schulen.